# Списак епизода серије Винкс
Винкс је италијанско-америчка анимирана телевизијска серија коју су ко-продуцирали Rainbow SpA и Nickelodeon, обa део предузећа ViacomCBS. Серију је створио Иђинио Страфи. Прати групу вилинских ратница званих Винкс док се уписују у школу Алфија и уче да се боре против митских зликоваца.
Од почетка развоја серија, Иђинио Страфи планирао је свеобухватну радњу који ће се завршити након три сезоне. Дугометражни филм уследио је након треће сезоне, са намером да заврши радњу серије како су виле дипломирале на колеџу Алфија. Током 2008, Страфи је донео одлуку да продужи оригиналну серију четвртом сезоном, наводећи све већу популарност. Током продукције четврте сезоне, америчко предузеће  (власник канала Nickelodeon) упустила се у „дуго стварање” са студијом Rainbow. Viacom је постао сувласник студија Rainbow да би продуцирао сопствене епизоде серије Винкс.
Током 2010, Viacom је најавио да се „Nickelodeon удружио са оригиналним творцем како би презентовао нову серију Винкс.” Студио предузећа Viacom, Nickelodeon Animation Studio, почео је продукцију ревитализоване серије, у којој су Винкс поново ученице Алфије, као што су биле пре дипломирања у оригиналној серији. Ревитализована серија канала Nickelodeon је почела са четири телевизијска специјала која сумирају прве две сезоне серије. Након специјала, нова пета, шеста и седма сезона предузећа Viacom су почеле са емитовањем на мрежама канала Nickelodeon широм света пре премијере у Италији.
Серија Винкс користи серијски формат, при чему свака епизода доприноси укупној линији приче. Епизоде се пишу са две приче на уму: дужим наративним луком који траје десетинама епизода и подзаплетом који се завршава на крају 22-минутног трајања. Ова структура епизода направљена је по узору на тинејџерске драме и америчке стрипове.

## Преглед

### Оригинална серија
| Сезона | Сезона | Епизоде | Епизоде | Оригинално емитовање | Оригинално емитовање |
| Сезона | Сезона | Епизоде | Епизоде | Премијера            | Финале               |
| ------ | ------ | ------- | ------- | -------------------- | -------------------- |
|        | Пилот  | Пилот   | Пилот   | неемитован           | неемитован           |
|        | 1.     | 26      | 26      | 28. јануар 2004.     | 26. март 2004.       |
|        | 2.     | 26      | 26      | 19. април 2005.      | 14. јул 2005.        |
|        | 3.     | 26      | 26      | 29. јануар 2007.     | 28. март 2007.       |
|        | 4.     | 26      | 26      | 15. април 2009.      | 13. новембар 2009.   |

### Ревитализована серија
| Сезона | Сезона    | Епизоде | Епизоде | Оригинално емитовање | Оригинално емитовање |
| Сезона | Сезона    | Епизоде | Епизоде | Премијера            | Финале               |
| ------ | --------- | ------- | ------- | -------------------- | -------------------- |
|        | Специјали | 4       | 4       | 21. новембар 2011.   | 12. децембар 2011.   |
|        | 5.        | 26      | 26      | 16. октобар 2012.    | 24. април 2013.      |
|        | 6.        | 26      | 26      | 6. јануар 2014.      | 4. август 2014.      |
|        | 7.        | 26      | 26      | 21. септембар 2015.  | 3. октобар 2015.     |
|        | 8.        | 26      | 26      | 15. април 2019.      | 17. септембар 2019.  |

## Оригинална серија
Када је Иђинио Страфи почео да развија серију Винкс у студију , изнео је радњу који ће трајати три сезоне (78 епизода). Током 2007, Страфи је објаснио да је „сага Винкс детаљно планирана од почетка. И неће трајати заувек.” Трећа сезона прати последњу годину вила на колеџу Алфија, током које стичу завршну вилинску форму, Енчантикс. Током 2008, Иђинио Страфи је одлучио да причу настави са четвртом сезоном. Током развоја четврте сезоне, Viacom је започео разговоре о томе да постане сувласник студија  и продуцира ревитализовану серију, која је започела препричавањем прве две оригиналне сезоне.

### Пилот (2001)
Пилот епизода за серију, тада под радним насловом Магична Блум, представио је оригиналних пет Винкс чланова у одеждама сличним онима традиционалним европским вилама. Продуциран је у периоду од дванаест месеци и тестиран је 2002. По завршетку, Страфи је био незадовољан пилотом и сумњао је да ће успети ако се емитује. У интервјуу из 2016, Страфи се подсетио да је „изгледао као само још један цртани у јапанском стилу ... али ништа попут [модерне] серије Винкс”. Страфијев тим је увелико прерадио визуелни стил пилота пре него што је започео рад на целој сезони, остављајући оригинални пилот неемитован. Делови пилота представљени су на конвенцији Lucca Comics & Games 2018.

### 1. сезона (2004)
| Бр. еп. (укупно) | Бр. еп. (у сезони) | Наслов                    | Датум емитовања у Италији | Датум емитовања у Америци |
| --- | ------------------ | ------------------------- | ------------------------- | ------------------------- |
| 1 | 1                  | Неочекивани догађај       | 28. јануар 2004.          | 19. јун 2004.             |
| Док је на летњем распусту, Блум, обична шеснаестогодишња девојчица из средње школе која живи на Земљи, наилази на битку између 17-годишње виле по имену Стела и огра по имену Нат. Док он краде Стелино магично жезло, Блум интервенише, откривајући да има магичне моћи и успева да преокрене ток. Стела позива Блум да похађа Алфију, школу за виле, како би у потпуности савладала своје нове моћи. Нат се враћа са још гоблина и тролом, покрећући изненадни напад на Блумину кућу. Стела и Блум позивају мајсторе магије, Скаја, Брендона, Тимија и Ривена: групу дечака из Меџикса у Црвеној фонтани, школи за дечаке, која хватају трола и побеђују Кнута. Следећег јутра, Блум је пристала да иде у Алфију. |                    |                           |                           |                           |
| 2 | 2                  | Добродошли у Меџикс       | 30. јануар 2004.          | 26. јун 2004.             |
| Блум стиже у Алфију, под именом Принцеза Варанда од Калиста, ученица која је одбила пријемни. Упозната је са својим пријатељима из стана, Мјузом, Техном и Флором. Девојке потом одлазе на излет у Меџикс Сити. Док позива своје родитеље, примећује да Кнут шпијунира њене пријатељице и прати га. Сазнаје да Нат ради за Трикс: три вештице из школе Мрачни торањ по имену Ајси, Дарси и Сторми. Након сажаљивог покушаја да се одбрани, Блум су заробиле Трикс, али је остале девојке спашавају. Када девојчице ухвате како се шуњају натраг у школу, Блум признаје своје право име директорици Фарагонди и шефици дисциплине Гризелди, али Фарагонда јој опрашта преступ и пушта је да похађа школу. Девојке се слажу око Блуминог за своју групу: Винкс. |                    |                           |                           |                           |
| 3 | 3                  | Алфија — школа за виле    | 2. фебруар 2004.          | 3. јул 2004.              |
| Алфијаа и суседна школа за дечаке, Црвена фонтана, припремају се за бал за почетак школске године. Међутим, директорица Грифин из Мрачног торња планира да поквари бал као освету због искључења. Одабрала је предлог Трикс да замени поклоне који су магична јаја, јајима змија-пацова. Док Блум припрема своју хаљину за бал, она примећује Трикс како бацају чаролију на јаја, па каже својим пријатељима и оне преокрену чаролију на време за бал. Касније Блум примећује Трикс како покушавају украсти Стелин прстен и покушава да се бори против њих, по први пут трансформишући се у вилу. Иако су Трикс у стању да побегну, остале девојке Винкс обавештавају Блум да је Стелин прстен сигуран и да су садржај ковчега замениле бебом патке (Пепе) која се веже за Ајси. |                    |                           |                           |                           |
| 4 | 4                  | Црна мочвара              | 4. фебруар 2004.          | 10. јул 2004.             |
| Као део теренског излета професора Паладијума, час мора да се креће мочваром Црна муља да би дошли до чистине у Суморној шумској шуми слушајући природу и без употребе магије. Дечаци из Црвене фонтане превозе затвореника трола, али Трикс доводе до пада њиховог авиона и трол се ослобађа. Винкс и делаци из Црвене фонтане на крају се састају у мочвари и морају заједно да раде, упркос разликама, како би пронашли излаз. Наилазе на трола који узнемирава неке друге виле Алфије и прогоне га, међутим, Трикс га проналази и шаљу га. Иако дечаци из Црвене фонтане нису успели да испоруче трола, примећују да се почињу осећати као тим. Винкс девојке, иако су завршиле последње у свом задатку, добијају похвале својог наставника што помажу другима. |                    |                           |                           |                           |
| 5 | 5                  | Састанак са пропашћу      | 6. фебруар 2004.          | 17. јул 2004.             |
| Док су Винкс у кухињи, Стела је позвана на састанак са принцом Скајем (Брендоном) у потпуно нови ресторан Црна лагуна и такође тражи помоћ око одабира одеће. Док бира своју одећу, Стела одлучује да не носи прстен Соларије и даје га Блум на чување (верујући да јој неће требати њене магичне моћи). Следећег јутра, Стела почиње да се понаша потпуно другачије, постајући раздражљива и одбијајући да каже било шта о синоћној ноћи. Током наставе, Блум примећује да је Стела одсутна и враћа се у њихов дом да провери, само да би утврдила да је Стела поцепала собу. Разбеснела Стела почиње да пита Блум где јој је прстен и на крају је напада када јој Блум не каже. Стела затим изненада нестаје, а четири девојке проналазе принца Скаја на Црвеној фонтани ради информација. На њихов шок, Скај каже да је радио читаву ноћ и никада није написао позивницу. Винкс су тада одлучиле да пронађу Црну лагуну, само што се она не појављује на Техниној мапи, а чини се да нико у граду не зна где се налази. Таман кад је Мјуза спремна да одустане, чудан човек им даје тачну локацију. Девојке проналазе предиван ресторан на крају града, мада је Флори необично како се предивно дрво осећа мртвим. Она брзо открива да је створена илузија; откривајући варку. Винкс улазе унутра и проналазе Стелу која почиње да их напада. Девојке се трансформишу и брзо сазнају да је цео датум Трикса сплетка. Послали су лажни позив и отели је да би јој узели прстен Соларије. Међутим, пошто га није носила, послали су Дарси маскирану у Стелу натраг у Алфију да га пронађе. Трикс такође откривају стварну Стелу заробљену у магичним енергетским прстеновима и приморају Блума на ултиматум; да преда прстен или ће Ајси убити Стелу. На крају, Блум одлучује да је Стела важнија, трансформише се из вилинске форме и даје им прстен, истовремено започињући своју улогу незваничног вође.                              |                    |                           |                           |                           |
| 6 | 6                  | Задатак: Мрачни торањ     | 9. фебруар 2004.          | 24. јул 2004.             |
| По повратку у Алфију, Блум истражује прстен Соларије, надајући се да ће открити због чега су Трикс ишле толико далеко да га добију. У међувремену, Трикс користе чаролију на прстену, надајући се да ће приступити изузетно моћној магији познатој као змајев пламен, само да би им се чаролија разнела у лице јер се прстен покаже негативним. Бесна Ајси баца прстен и планира да започне потрагу испочетка. Повратак у Алфију, Блум сазнаје више на прстену Соларије, али такође учи и о змајевом пламену. Блум се потом за одговоре обраћа Фарагонди, која јој каже да је змајев пламен енергија Великог змаја, који је створио магични универзум, а касније се одмарао на планети Домино. Те ноћи, Винкс планирају да се инфилтрирају у Мрачни торањ да би преузеле Стелин прстен (пошто без њега не може да се трансформише). Користећи исти тајни тунел који су Трикс користиле раније, девојке се без проблема увлаче у Мрачни торањ док су Трикс напољу. Након претраживања њихове собе, Стела проналази свој прстен, али тунел се не отвара поново и Винкс су принуђене да пронађу главни излаз, а да их не ухвате. Током истраживања, Винкс наилазе на архиву Мрачног торња која садржи историју о свакој особи у димензији Меџикс. Знатижељна Блум примети књигу са њеним именом и покушава да прочита више о њеној прошлости, али брзо се каје када се претвори у замку која упозори дисректорку Грифин. Винкс покушавају на брзину да побегну, али Грифин шаље чудовишта Бако да их уплаше. Након употребе њихове магије у борби против чудовишта, Винкс су доведене у ћорсокак. У паници да уништи последње чудовиште, Стела случајно запали собу. Док Винкс почињу да се гуше, мистериозни глас води Буома до излаза, омогућавајући им да напусте Мрачни торањ. Иако је прстен враћен, Винкс су проваљене пошто је Грифин већ звала Фарагонду пре неколико сати. Као казну, Фарагонда привремено извлачи све њихове моћи. |                    |                           |                           |                           |
| 7 | 7                  | Пријатељи у невољи        | 11. фебруар 2004.         | 31. јул 2004.             |
| Винкс су изгубиле сву своју магију као казну због ушуњавања у Мрачни торањ, али да ствар буде још гора, Гризелда им зада задатак да очисте целу школу без њихове магије (или технологије, на Технину несрећу), док остатак ученица и особља одлази на концерт. Проблеми се настављају док се Техна бори без направа каје би јој помогле, што доводи до тога да носи канту на глави и покушава да користи метлу, док Мјуза, Стела и Блум покрећу водену борбу, трошећи време, енергију и залихе. Да би олакшале казну, девојке потајно позивају дечаке са Црвене фонтане након што су сви отишли, тврдећи да приређују целоноћну забаву. У међувремену, Трикс користе прилику да се ушуњају у скоро празну Алфију како би пронашле прави извор змајевог пламена. Дечаци стижу и уместо тога сазнају да ће радити као домари, мада и даље пуштају музику док раде. Убрзо након тога, Трикс се телепортују у Алфију и сазивају усисаваче како би их водили ка змајевом пламену, истовремено одвлачећи пажњу Винкс и мајсторима магије призивањем чудовишта. Винкс и мајстори магије брзо испуне своју пажњу и док дечаци покушавају да се боре оружјем, брзо су одбачени. Винкс, упркос томе што немају магију, успевају да надмудре звер користећи средства за чишћење пода. Не могавши да пронађу змајев пламен, Трикс одлазе до Мрачног торња, док их нико није видео и мајстори магије се враћају у Црвену фонтану. Следећег јутра, Фарагонда види штету и чује причу од Винкс и као награду за победу над противником користећи само памет и сналажљивост, моћи Винс им се враћају. |                    |                           |                           |                           |
| 8 | 8                  | Растурено пријатељство    | 13. фебруар 2004.         | 7. август 2004.           |
| Током Фестивала ружа, и Блум и Ривен несвесно упадају у замку Трикса како би раздвојиле блиску везу између мајстора магије и Винкс. На крају, Ривен мисли да га је Дарси спасила у тркачкој несрећи и криви Блум за оно што се догодило, а затим се наљути на своје пријатеље што су веровали Блум а не њему и пребачен из тима Мајстора магије заједно са Дарси. |                    |                           |                           |                           |
| 9 | 9                  | Изневерена                | 16. фебруар 2004.         | 14. август 2004.          |
| Између Винкс постоје непријатељства због Стелиног понашања и Мјузиних осећања према Ривену која су напета. У борби са Трикс, открива се да је поседник змајевог пламена Блум. |                    |                           |                           |                           |
| 10 | 10                 | Тест                      | 18. фебруар 2004.         | 21. август 2004.          |
| Време је за Блумин магични средњерочни тест у машини за виртуелну стварност. Трикс се играју са рачунаром да би могле да уђу у њега и тестирају да ли Блум заиста поседује змајев пламен. |                    |                           |                           |                           |
| 11 | 11                 | Чудовиште и врба          | 20. фебруар 2004.         | 28. август 2004.          |
| Флора експериментише са својим биљкама да би учила за свој тест. Стела (којој је биљка поцепала одећу) и Техна (коју је биљка напала) кажу Флори да премешта биљке. Премешта их у Мочвару са црним блатом. Флора тражи помоћ од водених нимфи у проналажењу посебне биљке. Водене нимфе говоре Винкс о чудовишту које их је тероризовало и Винкс одлучују да се боре против њега. |                    |                           |                           |                           |
| 12 | 12                 | Мис Меџикса               | 23. фебруар 2004.         | 4. септембар 2004.        |
| Дан пре великог теста, Стела се пријављује на такмичење у лепоти. И Луси из Мрачног торња то чини, уз помоћ Трикс, које желе да над Луси изведу лошу зафрканцију тако што ће је прво учинити лепом, саботирајући наступе осталих такмичара, а затим разбити чаролију пред свима након што заради награду за Мис Меџикса. На крају, Стела побеђује и испуњава обећање Блум, која је требала да учи целу ноћ за тест следећег јутра. Иако Стела прави неколико грешака, али зато што је учила након избора, пролази. |                    |                           |                           |                           |
| 13 | 13                 | Велика тајна је откривена | 25. фебруар 2004.         | 11. септембар 2004.       |
| Блоом се враћа на Земљу током пролећног распуста. Открива да уме да чита ауре људи и изражава сумњу у неодређеном пословном договору у вези са цвећаром њене мајке. Визија је откључана током гашења пожара у цвећари њене мајке. Такође открива да ју је Мајк пронашао као бебу док се борила с ватром, што значи да Блум није Мајкова и Ванесина биолошка ћерка. |                    |                           |                           |                           |
| 14 | 14                 | Блумина тајна             | 27. фебруар 2004.         | 18. септембар 2004.       |
| Блумина знатижеља о њеној прошлости и магијским моћима почињу да ометају њено самопоуздање и она се договара да оде у Мрачни торањ са Брендоном да тражи одговоре. Блум упознаје љубазну вештицу по имену Мирта. |                    |                           |                           |                           |
| 15 | 15                 | Поштење изнад свега       | 1. март 2004.             | 25. септембар 2004.       |
| Тест Визгиза на чекању забрињава Винкс. Блум случајно проналази одговоре на тесту. |                    |                           |                           |                           |
| 16 | 16                 | Црна магија               | 3. март 2004.             | 2. октобар 2004.          |
| У још једном покушају да искористе снагу змајевог пламена, Трикс шаљу чудовиште из ноћне море да терорише снове Винкса. |                    |                           |                           |                           |
| 17 | 17                 | Брендонова тајна          | 5. март 2004.             | 9. октобар 2004.          |
| Током свечаности у Црвеној фонтани, Блум наилази на принцезу Дијаспро, која тврди да је верена са Брендоном, којег непрестано зове Скај. Блум сазнаје да су Скај и Брендон заменили идентитет, јер је „Скај” већ једном желео да живи нормалан живот. |                    |                           |                           |                           |
| 18 | 18                 | Извор змајеве ватре       | 8. март 2004.             | 16. октобар 2004.         |
| Узнемирена догађајима у Црвеној фонтани, Блум се враћа на Земљу. Трикс искоришћавају ситуацију и нападају је на Земљи. Вештице откривају Блум да је она преживела наследница планете Домино (Спаркс) и краду јој змајеву ватру. |                    |                           |                           |                           |
| 19 | 19                 | Пад Меџикса               | 10. март 2004.            | 23. октобар 2004.         |
| Блум се враћа у Алфију пратећи догађаје на Земљи. Трикс преузимају контролу над Црвеним торњем и позивају Војску распада да преузму контролу над Меџиксом. |                    |                           |                           |                           |
| 20 | 20                 | Мисија Домино             | 12. март 2004.            | 30. октобар 2004.         |
| Да би се супротставила моћној магији коју поседују Трикс, Винкс одлазе на планету Домино надајући се да ће пронаћи змајев пламен. Војска распада напада Црвену фонтану. |                    |                           |                           |                           |
| 21 | 21                 | Круна из снова            | 15. март 2004.            | 6. новембар 2004.         |
| У рушевинама Домина (Спаркса), Винкс су нападнути током њиховог истраживања. У Меџиксу, Црвену фонтану уништавају Трикс. |                    |                           |                           |                           |
| 22 | 22                 | Мрачни торањ              | 17. март 2004.            | 13. новембар 2004.        |
| Војска распада присиљава на повлачење становништва у Алфију. Винкс одлазе до Мрачног торња покушавајући да из Трикс дохвати снагу змајевог пламена. Ривен се поново придружио Мајсторима магије. |                    |                           |                           |                           |
| 23 | 23                 | Моћна игра                | 19. март 2004.            | 20. новембар 2004.        |
| Трикс муче Винкс зато што нису могле да пронађе моћ змајевог пламена на Домину (Спарксу). Кадрови и особље Мрачног торња беже у Алфију. |                    |                           |                           |                           |
| 24 | 24                 | Напад вештица             | 22. март 2004.            | 27. новембар 2004.        |
| Војска таме покреће напад на Алфију. Блум је тајанственим гласом вођена до језера светлости/Рокалучета. |                    |                           |                           |                           |
| 25 | 25                 | Изазов                    | 24. март 2004.            | 4. децембар 2004.         |
| Први напад на Алфију не успева. Блум следи духа своје старије сестре Дафни и враћа јој моћи змајевог пламена. Трикс предводе војску распада у завршном нападу на Алфију. |                    |                           |                           |                           |
| 26 | 26                 | Коначна битка             | 26. март 2004.            | 11. децембар 2004.        |
| Док се војска таме приближава Алфијии и настојеће Трикс да преузму потпуну контролу над Магичном Димензијом, Винкс, осим Блум и укључујући Алфијине ученице и наставнике, предузимају мере да одбране се одбране од Трик које покушавају попотпуно уништи Алфију пре него што Трикс употребе моћи змаја. |                    |                           |                           |                           |

### 2. сезона (2005)
| Бр. еп. (укупно) | Бр. еп. (у сезони) | Наслов                       | Датум емитовања у Италији | Датум емитовања у Америци |
| --- | ------------------ | ---------------------------- | ------------------------- | ------------------------- |
| 27 | 1                  | Тамни Феникс                 | 19. април 2005.           | 10. септембар 2005.       |
| Винк се враћају другу годину у Алфеу и сусрећу исцрпљену вилу и њену поспану бебу Пиксија. Блум проналази тајну архиву - која садржи Алфеин комад Кодекса. |                    |                              |                           |                           |
| 28 | 2                  | Повратак Трикса              | 21. април 2005.           | 17. септембар 2005.       |
| Нова вила се представља као Ајша/Лејла и тражи помоћ Винкс да спаси своје отете Пикси пријатеље. Даркар избацује Трикс из њиховог затвора и даје им Глумикс. |                    |                              |                           |                           |
| 29 | 3                  | Спасилачка мисија            | 26. април 2005.           | 24. септембар 2005.       |
| Заједно са Специјалцима, Блум, Стела и Ајша путују у подземље у покушају да спасу Пиксије. Успут се морају борити против чудовишта из сенке и толерисати уз привремени губитак моћи. |                    |                              |                           |                           |
| 30 | 4                  | Принцеза Аментија            | 28. април 2005.           | 1. октобар 2005.          |
| Брендон и Стела, након што су се одвојили од групе у претходној епизоди, сусрећу се са подземном цивилизацијом чији краљевски род протерује Стелу и приморава Брендона на уговорени брак са принцезом Аментијом. Стела, након повратка на површину да обнови своје моћи, спасава своје пријатеље. |                    |                              |                           |                           |
| 31 | 5                  | Магична веза                 | 3. мај 2005.              | 8. октобар 2005.          |
| Након што Даркар провали у претходној епизоди, Скај, Блум, Ајша и Стела морају пронаћи други начин да дођу до тврђаве Лорда Даркара. Када напокон успеју да се врате у пећине након што су употребили Скајев магични уређај, Ајша одлази у тврђаву да спаси Пиксије док су Блум, Стела и Скај приморани да се боре против Трикс. |                    |                              |                           |                           |
| 32 | 6                  | Одбегли младожења            | 5. мај 2005.              | 15. октобар 2005.         |
| Током успона да напусте тврђаву Лорда Даркара, Скај, Блум, Стела, Ајша и Пиксији путују у Подземље како би спречили принцезу Аментију да се уда за Брендона. На крају, Аментија преиспитује своје поступке, а затим Стела загрли Брендона. |                    |                              |                           |                           |
| 33 | 7                  | Мистериозни камен            | 10. мај 2005.             | 22. октобар 2005.         |
| Убрзо након што се Винкс и Специјалци врате из Подземља, појављује се монолит и девојке иду да га униште, али нису у стању када им оно црпи магију. |                    |                              |                           |                           |
| 34 | 8                  | Парти брејкер                | 12. мај 2005.             | 29. октобар 2005.         |
| Винк стижу на Црвену фонтану ради револуционарних свечаности. Трикс се увлаче у забаву прерушене у виле и ослобађају чудовиште да поремети активности како би могле покушати да добију Кодекс. Флора среће Хелију на Црвеној фонтани. |                    |                              |                           |                           |
| 35 | 9                  | Тајна професора Авалона      | 17. мај 2005.             | 5. новембар 2005.         |
| Техна и Диџит постају сумњичаве према необичним поступцима професора Авалона и сталној интеракцији са Блум. Претпостављају да је он створење које се маскира као Паладин како би стекло поверење људи пре него што открије његову праву природу и све уништи. |                    |                              |                           |                           |
| 36 | 10                 | Књига                        | 19. мај 2005.             | 12. новембар 2005.        |
| Трикс покреће напад на нову Црвену фонтану како би узеле део Кодекса. У другој причи, Блум, Техна и Флора одлазе до Црвене фонтане да покушају да реше проблеме између њих и Специјалаца. |                    |                              |                           |                           |
| 37 | 11                 | Трка с временом              | 24. мај 2005.             | 19. новембар 2005.        |
| Одлучан да пронађе локацију Пикси села како би украо четврти део Кодекса, Даркар или Мрачни Феникс баца чаролију за носталгијом за домом на Пиксије како би се оне вратиле у своје село. |                    |                              |                           |                           |
| 38 | 12                 | Винкс победа                 | 26. мај 2005.             | 26. новембар 2005.        |
| Под чаролијом, Специјалац по имену Џаред квари симулациону комору. Радећи Даркаров прљави посао, Дарси саботира Винкс током теста симулатора. У другој причи, Винкс морају да науче о уроцима конвергенције. |                    |                              |                           |                           |
| 39 | 13                 | Невидљиви пиксији            | 31. мај 2005.             | 3. јануар 2005.           |
| Блум, Стела, Мјуза и Ајша одлазе на Земљу ради одмора од школе. Мјуза и Ајша привлаче пажњу локалне банде у ноћном клубу, када Мјуза мења музику у клубу користећи магију. |                    |                              |                           |                           |
| 40 | 14                 | Битка на планети Ераклион    | 2. јун 2005.              | 28. јануар 2006.          |
| Скај, Блум, Брендон и Флора одлазе до Скајеве куће где проналазе његову бившу вереницу, принцезу Дијаспро, коју је киднаповале јошиноје које желе да владају Ераклионом и захтевају откупнину. У међувремену у Алфеи, Сторми и Мјуза се боре, Мјуза успева да победи и Сторми се заклиње да ће се осветити. |                    |                              |                           |                           |
| 41 | 15                 | Представа мора да се настави | 7. јун 2005.              | 4. фебруар 2006.          |
| Мјуза треба да наступи у Црвеној фонтани, али њен отац се противи њеном интересовању за музику и жели да је пребаци у другу школу. Сторми поново удара нападајући Мјузиног оца како би се осветила вили. На крају, Мјуза остаје у Алфеи. |                    |                              |                           |                           |
| 42 | 16                 | Ноћ вештица                  | 9. јун 2005.              | 11. фебруар 2006.         |
| Џоли чита карте које предвиђају опасност за људе који иду на путовање и осећа се да ће се то остварити кад су Винкс позване на позване на Мицину журку за Ноћ вештица у уклетој кући. |                    |                              |                           |                           |
| 43 | 17                 | Пакт са вештицама            | 14. јун 2005.             | 4. фебруар 2006.          |
| Винкс одлазе у Мрачни торањ са Миртом, као ученице на размени, како би заштитиле други део Кодекса. Трикс се увлачи у Мрачни торањ и узрокују да чести хаос одврати Винкс девојке да прво добију Кодекс. |                    |                              |                           |                           |
| 44 | 18                 | У срцу Мрачног торња         | 16. јун 2005.             | 11. фебруар 2006.         |
| Трикс настављју да нападају Мрачни торањ како би добиле други део Кодекса и стална препирка Винкс девојака спречава их да зауставе Трикс. |                    |                              |                           |                           |
| 45 | 19                 | Шпијун из сенке              | 21. јун 2005.             | 18. фебруар 2006.         |
| Након што је Блум стављена под терапијску чаролију коју је бацио професор Авалон како би сазнала више о својим стварним родитељима, њоме управља зла сила, претварајући се у њен алтер-его Мрачна Блум, да украде трећи комад Кодекса од Алфее. |                    |                              |                           |                           |
| 46 | 20                 | Пикси село                   | 23. јун 2005.             | 18. фебруар 2006.         |
| Винкс су послате са Специјалцима на одмор у Вајлдлендс. Док су на жичари на врху планине, жичара се поквари и Блум их подстиче да раде заједно како би се спасили, зарадивши свој Чармикс. У међувремену, Даркар шаље Ајси да набави четврти и последњи део Кодекса у Пикси селу. Професор Авалон отрован је цветом и Паладиуму је потребан специјални састојак из Пикси села да би га излечио. |                    |                              |                           |                           |
| 47 | 21                 | Моћ Чармикса                 | 28. јун 2005.             | 25. фебруар 2006.         |
| Даркар шаље Трикс у Вајлдлендс да ухвате Блум, јер је њен Змајев пламен кључни део у отварању Царства Реликса да би стекао ултимативну моћ. Трикс су ставиле дивље животиње под њихов утицај да ухвате Блум. Стела одустаје од модне ревије на плажи како би помогла Ајши, а Мјуза и Ривен откривају да су Трикс тамо, она одлучује да му верује чиме су обе виле зарадиле свој Чармикс (Стела и Мјуза). |                    |                              |                           |                           |
| 48 | 22                 | Битка у Вајлдленду           | 30. јун 2005.             | 25. фебруар 2006.         |
| Тими смишља план за спречавање Трикс да отме Блум. У међувремену, Ајша се суочава са својим страховима да ће бити сама и Техна се помири с Тимијем. Обоје зарађују Чармикс и Пиксији су изложене чудном полену од којег им је јако мучно. |                    |                              |                           |                           |
| 49 | 23                 | Време за истину              | 5. јул 2005.              | 4. март 2006.             |
| Прави професор Авалон бежи из тврђаве Лорда Даркара. Пиксији су одведене у Пикси село да их излече. Међутим, Цвет живота који их може излечити болестан је и Флора остаје тамо да га излечи док остатак Винкс започињу свој Чармикс тренинг, али Блум је заробљена и доведен у Даркарову тврђаву, што чини Даркаров слуга који се раније претварао да је професор Авалон. Флора признаје своју љубав Хелији и зарађује свој Чармикс. Хелија признаје да и он њу воли.                                                                      |                    |                              |                           |                           |
| 50 | 24                 | Даркаров заробљеник          | 7. јул 2005.              | 4. март 2006.             |
| Винкс, Пиксији и Специјалци одлазе у Подземље да спасу Блум. У међувремену, Брендон, Скај и Ајша траже помоћ принцезе Аментије у битци са Даркаром. На крају, Блум потпада под једну од Даркарових мрачних чаролија и трансформише се у Мрачну Блум. |                    |                              |                           |                           |
| 51 | 25                 | Сусрет са непријатељем       | 12. јул 2005.             | 11. март 2006.            |
| Винкс и Специјалци улазе у подземно царство и настављају до Даркарове тврђаве, а на путу ће морати да се суоче са неколико препрека. У међувремену, Триксов Глумикс изгара када дају своје моћи чудовиштима из сенке како би уништили Винкс и Специјалце. Даркар их види бескорисним и протерује их, видећи више користи у Мрачној Блум од вештица. |                    |                              |                           |                           |
| 52 | 26                 | Феникс је ослобођен          | 14. јул 2005.             | 11. март 2006.            |
| Даркар и Мрачна Блум улазе у Царство Реликса и започињу припреме за добијање ултимативне моћи. Винкс, уз помоћ Специјалаца, госпођице Фарагонде, госпође Грифин и Кодаторта, прелазе многе препреке како би ушле у Царство Реликса и уништиле Даркар. Скај признаје своју љубав према Блум, што покреће Блум да се врати у своје нормално ја. Кроз последњу битку против Даркара, Винкс су комбиновале свој Чармикс да би га једном заувек победили. Након победе над Даркаром, Трикс остају у заостатку кроз распадајуће Царство Реликса. |                    |                              |                           |                           |

### 3. сезона (2007)
| Бр. еп. (укупно) | Бр. еп. (у сезони) | Наслов                     | Датум емитовања у Италији | Датуми емитовања у Америци ( / )       |
| --- | ------------------ | -------------------------- | ------------------------- | -------------------------------------- |
| 53 | 1                  | Принцезин бал              | 29. јануар 2007.          | 30. септембар 2006. 14. новембар 2011. |
| Стелин отац, краљ Радијус спрема јој Принцезин бал и он јој обећава посебно изненађење. Трикс буде Валтора и покушавају да побегне из Омега димензије. Ајша се мора хитно вратити у своје царство. У друог причи, Стела и још једна девојка, Шимера, свађају се око хаљине за њен Принцезин бал. |                    |                            |                           |                                        |
| 54 | 2                  | Валторов знак              | 31. јануар 2007.          | 7. октобар 2006. 15. новембар 2011.    |
| На забави се показало да је Стелино посебно изненађење већи шок, јер је краљ Радијус најавио веридбу с грофицом Касандром. Шимера такође баца чаролију на Стелу, претварајући је у чудовиште. |                    |                            |                           |                                        |
| 55 | 3                  | Вила и звер                | 2. фебруар 2007.          | 28. октобар 2006. 16. новембар 2011.   |
| Винкс помажу Стели да побегне са Соларије и траже помоћ како би уништиле чаролију бачену на њу. |                    |                            |                           |                                        |
| 56 | 4                  | Огледало истине            | 5. фебруар 2007.          | 4. октобар 2006. 17. новембар 2011.    |
| Винкс стижу у ледене пећине у потрази за огледалом истине. Ајша с оклевањем објашњава своја осећања због Валторовог доласка на родну планету. Стела се окреће себи. Винкс уче о зарађивању свог Енчантикса. Виле своје нове моћи могу зарадити чистом жртвом за свој народ. Само Блум сумња да ће добити нову моћ јер из њеног царства више нема никога. |                    |                            |                           |                                        |
| 57 | 5                  | Море страха                | 7. фебруар 2007.          | 11. новембар 2006. 18. новембар 2011.  |
| Винкс се удружују да спасу Ајшин дом Андрос, док Стела остаје у Алфеи да их покрије због искрадања из школе. У међувремену, Ајша губи вид кад је Валтор баци тамну чаролију на њу. |                    |                            |                           |                                        |
| 58 | 6                  | Лејлин избор               | 9. фебруар 2007.          | 18. новембар 2006. 28. новембар 2011.  |
| Винкс девојке, минус Стела, настављају до подводног града сирена да помогну у спасавању своје краљице, док Стела прима вести о свом месту у новој краљевској хијерархији. Ајши се нуди шанса да излечи слепило, али се одриче да излечи умирућу краљицу сирена, зарадивши свој Енчантикс као награду. Међутим, она је и даље слепа. |                    |                            |                           |                                        |
| 59 | 7                  | Дружина светлости          | 12. фебруар 2007.         | 25. новембар 2006. 29. новембар 2011.  |
| Пет чланова Винкса враћају се у Алфеу, где су одмах кажњене због екскурзије и морају да почисте библиотеку, док Валтор наставља своје освајање како би повратио своју моћ. У другој причи Винкс откривају невероватно снажне лековите ефекте Енчантикс вилинске прашине, помоћу којих Ајша лечи своје слепило. |                    |                            |                           |                                        |
| 60 | 8                  | Нелојални противник        | 14. фебруар 2007.         | 24. фебруар 2007. 30. новембар 2011.   |
| Током забаве на небовој родној планети, принцеза Дијаспро, уз помоћ Валтора, покреће свој план да стекне наклоности принца Скаја. Док то ради, она наноси штету Блуминим осећањима док он тврди да је он Дијасприн дечко. Током њиховог покушаја да побегну из Ераклиона, Стела зарађује свој Енчантикс након што је спасила оца од змајевог напада. |                    |                            |                           |                                        |
| 61 | 9                  | Срце и мач                 | 16. фебруар 2007.         | 3. март 2007. 1. децембар 2011.        |
| Винкс и Ривен и Брендон смишљају план како би открили неправилно понашање Скаја и отишли у Ераклион. На крају, Стела разбија чаролију на Скаја. Винкс морају да оду и да не знају да су успеле, али Брендон је ухапшен. |                    |                            |                           |                                        |
| 62 | 10                 | Олуја над Облачним торњем  | 19. фебруар 2007.         | 10. март 2007. 2. децембар 2011.       |
| Валтор осваја Облачни торањ, доводи вештице ученице под своју контролу и присиљава их да нападају Алфеу након што затвори професорку Грифин. Све виле, укључујући Мирту, боре се са вештицама док Валтор улази у битку са госпођом Фарагондом. У међувремену, Мјуза зарађује свој Енчантикс након што је покушала да спаси принцезу Галатеју од пожара који је Дарси покренула у библиотеци Алфее. Затим користи исцелитељске способности своје вилинске прашине да би обновила вилинска крила Галатеје.                                                                       |                    |                            |                           |                                        |
| 63 | 11                 | Замка за виле              | 21. фебруар 2007.         | 17. март 2007. 5. децембар 2011.       |
| Док Винкс врше потрагу за госпођом Фарагондом, наилазе на Мирту која се враћа у Облачни торањ забринута због своје пријатељице Луси. Валтор користи упад за борбу против Винкс. |                    |                            |                           |                                        |
| 64 | 12                 | Сузе црне врбе             | 23. фебруар 2007.         | 24. март 2007. 6. децембар 2011.       |
| Винкс одлази на Флорину родну планету тражећи смернице за разбијање урока на госпођу Фарагонду. Флораина млађа сестра, Мјеле, прати их. Флора зарађује свој Енчантикс након што је спасила своју сестру од отрованих суза црне врбе и баца Трикс (које су послате да их спрече да скупљају сузе) у сузе црне врбе где се претварају у девојчице. |                    |                            |                           |                                        |
| 65 | 13                 | Последње подрхтавање крила | 26. фебруар 2007.         | 31. март 2007. 7. децембар 2011.       |
| Валторово освајање над Ајшиним родним светом прети да уништи и планету Андрос и Омега димензију. Винкс морају зауставити уништавање и склонити затворенике из Омега димензије и један од њих ће на крају морати да се жртвује да би то учинио. Волонтирајући да сама затвори портал, Техна притом зарађује свој Енчантикс—али наизглед је заувек изгубљена на порталу Омега. |                    |                            |                           |                                        |
| 66 | 14                 | Бес!                       | 28. фебруар 2007.         | 7. март 2007. 8. децембар 2011.        |
| Узнемирене губитком Техне, Винкс одлазе да се супротставе Валтору у Облачном торњу. Блум сазнаје судбину својих стварних родитеља. На крају се Скај враћа са Брендоном, рекавши да је Диајспро протерана због свог злочина. |                    |                            |                           |                                        |
| 67 | 15                 | Острво змајева             | 2. март 2007.             | 14. април 2007. 9. децембар 2011.      |
| Блум стиже на Пирос, острво насељено змајевима, где је одмах нападну и насука се. Дафни води Блум и она упознаје малог змаја који је љубазан и учи је како да буде змај. У међувремену, враћајући се у Црвену фонтану, Тими посвећује сво своје време проналажењу Техне у Омега димензији путем својих рачунара. |                    |                            |                           |                                        |
| 68 | 16                 | Из пепела                  | 5. март 2007.             | 21. април 2007. 12. децембар 2007.     |
| Блум наставља истраживање Пироса и сусреће чаробницу по имену Маја која јој нуди да обучи Блум и помогне јој да постане много јача. У међувремену, Винкс и Специјалци стижу на приближну локацију Техне у Омега димензији. Враћајући се на Пирос, Блум мора сама да се бори са Триксом, али верујући у себе и одбијајући да попусти Валтору, стиче јачу везу са Змајевом ватром и зарађује свој пуноправни Енчантикс и враћа се у Алфеу. |                    |                            |                           |                                        |
| 69 | 17                 | У змијском леглу           | 7. март 2007.             | 28. април 2007. 13. децембар 2011.     |
| Скај и Блум се мире и иду да спасе Техну. Након пада са избочине, Техна и Блум проналазе остале Винкс девојке, које су заробљене леденом змијом. Уз њихову помоћ успевају да побегну са Специјалцима. Винкс и Специјалци се враћају у Алфеу, где девојке прослављају своје окупљање забавом. |                    |                            |                           |                                        |
| 70 | 18                 | Валторова кутија           | 9. март 2007.             | 28. јул 2007. 14. децембар 2011.       |
| Током тренинга, Блум пада у несвест и открива да је њен Енчантикс опасно непотпун јер никада никога није спасила са свог света, већ од пуке воље. Валтор најављује свој план да украде реликвију која је повезана са уништењем Домина, али је заиста у кутији у којој се налази сат. Тако Винкс одлазе у музеј Меџикса да би добиле предмет који може да има нестабилну снагу. Офир (Набу), који је заинтересован за Ајшу (Лејлу) јер је његова вереница, помаже Винкс у одбрани музеја. Међутим, његово закључивање узрокује губитак предмета и сумњају да је шпијун Валтора. |                    |                            |                           |                                        |
| 71 | 19                 | У последњем тренутку       | 12. март 2007.            | 4. август 2007. 15. децембар 2011.     |
| Грофица Касандра најављује планове да се уда за Стелиног оца, подстичући Стелу и Винкс да сруше венчање. Момци им помажу да возе бицикле како би се могле понашати као бициклистичка банда, због тесних обезбеђења. На крају, Стела преокреће ефекте Касандрине магије на свог оца, користећи своју вилинску прашину. Касандра и Шимера су ухапшене и Соларији је враћен стари сјај. |                    |                            |                           |                                        |
| 72 | 20                 | Јуриш Пиксија              | 14. март 2007.            | 11. август 2007. 16. децембар 2011.    |
| Док су Винкс на мисији, њихови Пиксији штите своје село од Ајси, Сторми и Дарси победивши на крају. |                    |                            |                           |                                        |
| 73 | 21                 | Тајна Црвеног торња        | 16. март 2007.            | 18. август 2007. 19. децембар 2011.    |
| Винкс настављају с планом да негирају и коначно поразе Валтора одласком у Златно краљевство. Офир постаје слепи путник у њиховој мисији. Нападају их пегагаурди и остају у несвести. |                    |                            |                           |                                        |
| 74 | 22                 | Кристални лавиринт         | 19. март 2007.            | 25. август 2007. 20. децембар 2011.    |
| Да би добили водене звезде које могу победити Валтора, Стела, Мјуза и Техна морају пронаћи пут кроз лавиринт са препрекама које тестирају њихову посвећеност да поседују водене звезде. |                    |                            |                           |                                        |
| 75 | 23                 | Чаробњаков изазов          | 21. март 2007.            | 1. септембар 2007. 21. децембар 2011.  |
| Валтор изазива троје директора школа на двобој. Винкс одређују двобој за преусмеравање да заузмају директоре док прави Валтор упада у Алфеу. |                    |                            |                           |                                        |
| 76 | 24                 | Откровење вештица          | 23. март 2007.            | 8. септембар 2007. 22. децембар 2011.  |
| Винкс одлазе да пронађу нестале крипте Мрачног торња да би контактирале три древне вештице које су уништиле Домино. У међувремену, Валтор даје Триксу Дисенчантикс способности које Винкс уништавају комбинованом вилинском прашином. |                    |                            |                           |                                        |
| 77 | 25                 | Чаробњаков бес             | 26. март 2007.            | 15. септембар 2007. 23. децембар 2011. |
| Валтор се претвара у демона и ослобађа чаролију од четири елемента, ватре, воде, ветра и земље, да би освојио Меџикс. Винкс су одлучне да га зауставе једном заувек. На крају, сви осим Блум мисле да је Валтор заувек отишао. |                    |                            |                           |                                        |
| 78 | 26                 | Нови почетак               | 28. март 2007.            | 22. септембар 2007. 11. децембар 2011. |
| Валтор преживљава напад и мами Винкс у замку отмицом њихових момака. Блум је решена да спаси Скаја и заустави Валтора заувек. На крају битке против Валтора, Фарагонда обавештава Блум да је сада спремна да коначно пронађе своје биолошке родитеље. Напомена: Ову епизоду прати филм Тајна изгубљеног краљевства. |                    |                            |                           |                                        |

### 4. сезона (2009)
| Бр. еп. (укупно) | Бр. еп. (у сезони) | Наслов                 | Датум емитовања у Италији | Датум емитовања у Америци () |
| --- | ------------------ | ---------------------- | ------------------------- | ---------------------------- |
| 79 | 1                  | Ловци на виле          | 15. април 2009.           | 6. мај 2012.                 |
| Винкс, које су сада познате по јунаштву, морају се ускоро борити са новим злом званим Чаробњаци црног круга који тренутно траже последњу вилу на Земљи. У позадинској причи, нова ученица се зеза са Флором и окривљује своју пријатељицу Алис са којом се такође морају позабавити. |                    |                        |                           |                              |
| 80 | 2                  | Дрво живота            | 17. април 2009.           | 6. мај 2012.                 |
| Девојке сазнају да су Чаробњаци црног круга украли сву чаролију са планете Земље и да постоји једна последња земаљска вила коју траже. Сада Винкс морају да користе Дрво живота у Пикси селу да би отпутовале на Земљу и пронашле ту вилу — али прво морају да се боре са чудовиштем због којег су сви Пиксији мистериозно нестали. |                    |                        |                           |                              |
| 81 | 3                  | Последња Земаљска вила | 20. април 2009.           | 13. мај 2012.                |
| Након што Винкс девојке стигну у Гарденију, Блумини усвојитељи, Мајк и Ванеса, помажу им да отворе нову продавницу коју су одлучили да зову Лав енд пет након што трансформишу плишане животиње у вилинске љубимце. |                    |                        |                           |                              |
| 82 | 4                  | Вилински пет шоп       | 22. април 2009.           | 13. мај 2012.                |
| Док Лав енд пет полако постаје популаран у Гарденији, Чаробњаци црног круга стижу на Земљу и започињу потрагу за последњом земаљском вилом. У међувремену, Мајстори магије су недавно стигли на Земљу, где Скај открива Блум са Ендијем, њеним старим пријатељем из средње школе. |                    |                        |                           |                              |
| 83 | 5                  | Мицин поклон           | 24. април 2009.           | 20. мај 2012.                |
| Чаробњаци нападају Лав енд пет и зачарају неколико животиња. Винкс девојке морају да их заокруже и пронађу начин да преокрену чаролију. У међувремену, Мици показује њену заљубљеност у Брендона након што је спаси од једне од зачараних животиња. Ово почиње да разбесни Стелу. |                    |                        |                           |                              |
| 84 | 6                  | Вила у опасности       | 27. април 2009.           | 20. мај 2012.                |
| Винк девојке и Чаробњаци црног круга откривају идентитет последње земаљске виле: Рокси, виле животиња, која је конобарица у музичком бару Фрути. Између обе стране долази до велике битке око нове девојке и само њено веровање у магију може помоћи Винкс да преокрене ток. Винкс девојке зарађују свој Беливикс облик и јединствене велике магичне моћи након што Рокси коначно поверује у магију и виле. |                    |                        |                           |                              |
| 85 | 7                  | Винкс и моћи Биливикса | 29. април 2009.           | 27. мај 2012.                |
| Захваљујући Рокси, Винкс девојке су зарадиле своје Беливикс трансформације. У међувремену, Чаробњаци прогоне Рокси по целој Гарденији док мистериозни женски глас подстиче Рокси да прихвати њене магичне моћи и судбину као вила животиња и као последња земаљска вила на Земљи. |                    |                        |                           |                              |
| 86 | 8                  | Бели круг              | 1. мај 2009.              | 27. мај 2012.                |
| Са својом новом пријатељицом Рокси, Винкс девојке путују на фарму из Роксиног детињства, где их нападају Чаробњаци црног круга. Овде проналазе бели круг, моћан магични артефакт који је припадао земаљским вилама и који помаже Рокси у протеривању Чаробњака и њиховог црног круга. Девојке такође откривају своје нове способности Беливикса како би натерале људе да верују у магију и превазиђу своје слабости. |                    |                        |                           |                              |
| 87 | 9                  | Небјула                | 4. мај 2009.              | 3. јун 2012.                 |
| Чаробњаци покушавају да ухвате последњу вилу Земље користећи чаролију локације да пронађу бели круг. У међувремену, Мјуза размишља да ли да позове музичког продуцента Џејсона Квина. Џејсон се сећа да је Мјузу видео како свира у музичком бару Фрути и пита је да дође на аудицију. Док Блум покушава да увери Скаја и Ривен да су они и Енди само пријатељи, Рокси, док држи бели круг у својој соби, одједном је опседнута другом земаљском вилом по имену Небјула и одлази сама да преузме Чаробњаке црног круга. |                    |                        |                           |                              |
| 88 | 10                 | Мјузина песма          | 6. мај 2009.              | 3. јун 2012.                 |
| Мјузин очаравајуће леп певачки глас привлачи пажњу менаџера плоча по имену Џејсон, који јој нуди музички уговор. Ривенова љубомора према Џејсону доводи до тога да се он и Мјуза удаљавају. У међувремену, остале Винкс девојке и Рокси трпе многе неуспеле покушаје да народ Гарденије поверује у виле. Тек када девојке помогну у гашењу ватре коју су створили Чаробњаци, људи полако враћају веру у магију и сва магична бића. |                    |                        |                           |                              |
| 89 | 11                 | Винкс клуб заувек      | 8. мај 2009.              | 10. јун 2012.                |
| Док проводе поподне у локалном тржном центру Гарденије, Винкс девојке морају да изађу на крај са групом наоружаних пљачкаша. У међувремену, Рокси открива да њене вилинске моћи почињу да јачају још више, јер је способна да животиње говоре као људи, иако привремено. Набу запроси Лејлу, што она радо прихвата. |                    |                        |                           |                              |
| 90 | 12                 | Тата, ја сам вила!     | 11. мај 2009.             | 10. јун 2012.                |
| Рокси открива да су јој Чаробњаци отели оца, а сама је заробљена кад се врати кући да обавести оца о својим моћима. Арту, Кико и животиње Лав енд пет крећу у спасилачку мисију да спасу обојицу, али Артуа повређује Гантлос, што резултира бесном и ожалошћеном Рокси да искористи своје све веће магичне способности и трансформише се у свој стандардни Винкс/вилински облик напокон. |                    |                        |                           |                              |
| 91 | 13                 | Напад чаробњака        | 13. мај 2009.             | 12. јун 2012.                |
| Сада коначно постигавши своју редовну форму Винкс/вила, Рокси је стављена на крајњи тест када Чаробњаци црног круга прете да униште целу Гарденију и њене грађане ако се не преда бели круг. Међутим, мистериозна одрасла вила појављује јој се у визији и говори да не одустаје. Охрабрена овим, Рокси напада Огрона снопом магичне енергије, али он је лако савлада и наводи да је она управо осудила целу Гарденију на њено уништење. У хаосу, Блум смирује људе својом снажном Беливикс чаролијом снаге живота и успева да победи Чаробњаке у једном удару моћне енергије змајеве ватре. |                    |                        |                           |                              |
| 92 | 14                 | 7: Савршен број        | 14. октобар 2009.         | 17 June 2012                 |
| Винкс девојке и Рокси морају да се изборе са новом популарношћу у Гарденији, а истовремено и са пар кријумчара животиња. |                    |                        |                           |                              |
| 93 | 15                 | Часови магије          | 16. октобар 2009.         | 24. јун 2012.                |
| Нова популарност Винкс девојка разбесни Чаробњаке црног круга, па у завери да људи мрзе виле, нуде да трансформишу Мици и њене две пријатице у мрачне виле. У међувремену, Џејсон позива Мјузу на своје венчање, а Винкс девојке уче Рокси основама виле, како би могла даље да развија своју магију. |                    |                        |                           |                              |
| 94 | 16                 | Бег из стварности      | 19. октобар 2009.         | 24. јун 2012.                |
| Техна открива да је у свом рачунару створила виртуелни свет како би сакрила бели круг, али док девојке одлазе да наступају у музичком бару Фрути, Чаробњаци улазе у виртуелни свет да би га пронашли. |                    |                        |                           |                              |
| 95 | 17                 | Магично острво         | 21. октобар 2009.         | 1. јул 2012.                 |
| Винкс путују на острво Тир на Ног. По доласку, мистериозна фигура непрестано дозива Рокси и мрачна сила убрзо отима Винкс и затвара их. Рокси ослобађа земаљске виле, али откривају да након што су биле затворене толико векова, желе само хладну освету над Чаробњацима који су их затворили и објављују рат читавом човечанству због тога што више не верује у магију, која је јако ослабила земаљске виле. |                    |                        |                           |                              |
| 96 | 18                 | Гнев природе           | 26. октобар 2009.         | 1. јул 2012.                 |
| Дијана, главна земаљска вила природе, започиње рат против човечанства трансформишући Гарденију у џунглу која једе људе, а Винкс девојке, са Рокси, немају другог избора него да воде битку против њених послушника. У међувремену, Мајстори магије се боре против Дијане, али су у том случају киднаповани. На крају, гђицу. Фарагонду извештавају о Дијаниним поступцима и како њихове моћи Беливикса готово да нису успеле у борби, а она им каже да, да би победиле Дијану, морају открити велику мистичну моћ три дара судбине. |                    |                        |                           |                              |
| 97 | 19                 | У Дијанином краљевству | 28. октобар 2009.         | 8. јул 2012.                 |
| Винкс девојке посећују Вечне виле које им додељују први поклон судбине под називом Софикс. Након стицања нових способности, улазе у Амазонску прашуму. Али када стигну, морају да се боре са више Дијаниних слуга и Флора, Мјуза и Лејла су киднаповане. У међувремену, Блум, Стела и Техна проналазе извор Дијаниних моћи: Свети пупољак. |                    |                        |                           |                              |
| 98 | 20                 | Дарови судбине         | 30. октобар 2009.         | 8. јул 2012.                 |
| Флора, Мјуза и Лејла и Мајстори магије (Скај, Брендон, Хилиа, Ривен, Тими) успевају да побегну од Дијанине тврђаве и сретну се са осталима пошто схвате да је Свети пупољак повезан са њом; што је више шуме уништено, то је Дијана више ослабљена. Девојке морају спасити шуму као и Дијану, а такође некако успети да је убеде да ослободи Гарденију из урока џунгле. Успешне су у својој мисији, а сада Дијана покушава да убеди краљицу Моргану да не жуди за осветом над човечанством. |                    |                        |                           |                              |
| 99 | 21                 | Сибилина пећина        | 2. новембар 2009.         | 15. јул 2012.                |
| Винкс чине мало вероватан савез са Ловцима на виле како би помогли једном од њих након што је Думан болестан. Путују у Сибилинске планине у Италији, где за помоћ траже вилу правде Сибилу. |                    |                        |                           |                              |
| 100 | 22                 | Ледена кула            | 6. новембар 2009.         | 15. јул 2012.                |
| Аурора, земаљска вила са севера, залеђује целу Земљу и прети да планету пошаље у друго ледено доба. Винкс, користећи још један поклон судбине под називом Ловикс, који је тематизован зими, суочавају се са Аурором. У међувремену, Рокси боли глава јер је Моргана контактира телепатски како би је убедила да се придружи њеној потрази за осветом. |                    |                        |                           |                              |
| 101 | 23                 | Блумина борба          | 6. новембар 2009.         | 22. јул 2012.                |
| Да би заштитила Рокси, Блум се мора борити против Небјуле, главне виле рата, уз договор да одустане од кампање за освету ако Блум победи. Блум на крају добија борбу, а Винкс се враћају кући. Успут Вечне виле дају Винкс трећи и последњи судбински дар, црни поклон, који би могао да се користи за оживљавање мртвих и може се користити само једном. |                    |                        |                           |                              |
| 102 | 24                 | Дан за правду          | 9. новембар 2009.         | 22. јул 2012.                |
| Винкс девојке се враћају у Тир на Ног са Чаробњацима црног круга, али завршавају у борби својих живота када је Магично краљевство у опасности. Думан поново издаје Винкс и Мајсторе магије и Набу га убија. Набу даје крајњу жртву да спаси краљевство и притом „умире”. Кад Лејла настави да користи црни поклон који су дале Вечне виле, отму га Чаробњаци црног круга. То доводи до тога да се Лејла освети за Набуа. На крају Лејла напушта Винкс и придружује се Небјулиној војсци. |                    |                        |                           |                              |
| 103 | 25                 | Морганина тајна        | 11. новембар 2009.        | 29. јул 2012.                |
| Небјула свргава Моргану и осваја Магично краљевство Тир на Ног. Затим, води своју војску у Омега димензију где се скривају преостали Чаробњаци. Након што је ослободила Моргану, Рокси открива да је она Морганина ћерка. Касније, Винкс девојке морају да се суоче са Небјулином војском, коју предводи њихова нова поручница Лејла. Моргана и Винкс девојке успевају да убеде Виле освете да се не освете, али сада такође морају да убеде Лејлу и Небјулу. |                    |                        |                           |                              |
| 104 | 26                 | Лед и ватра            | 13. новембар 2009.        | 29. јул 2012.                |
| Чаробњаци црног круга беже док их Лејла и Небјула прогоне према слепој улици. Одлучна да освети Набуа, Лејла се удружује са Небјулом како би уништила Ловце на виле, али су обе свладане. Остале Винкс девојаке сустижу Лејлу и Небјулу и свих осам вила користи конвергенцију да савлада и победи зле Чаробњаке. Моргана проглашава Небјулу новом земаљском краљицом вила Тир на Ног, а затим се враћа у Гарденију, где се поново састаје са супругом Риком и ћерком Рокси док се Лејла враћа у Винкс. Ривен и Мјуза се мире и поново су заједно. У музичком бару Фрути, Рокси доноси одлуку да студира у Алфеи пре него што Винкс направе последњи наступ. Епизода се завршава девојкама које лете изнад Гарденије и заласком сунца, враћајући се на кратко у своје Енчантикс форме. |                    |                        |                           |                              |

## Ревитализована серија
Након што је 2011. предузеће Viacom постало сувласник студија Rainbow, нове сезоне серије Винкс су почеле продукцију у студију предузећа Viacom, Nickelodeon Animation Studio, и Rainbow. У овој преуређеној серији, Винкс су поново ученице Алфије, као и пре дипломирања у оригиналној серији. Ревитализација је започело са четири специјална дела која препричавају првобитну прву и другу сезону. Амерички писци канала Nickelodeon имали су циљ да серија постане мултикултурна и привлачна гледаоцима из различитих земаља. Током 2019, Страфи је коментарисао своју скоро деценију сарадње са каналом Nickelodeon, рекавши да су „познати Rainbow и познати Nickelodeon веома комплементарни; сензибилитет Американаца, са нашим европским додиром”.

### Специјали (2011)
| Наслов | Датум емитовања у Италији | Датум емитовања у Америци |
| --- | ------------------------- | ------------------------- |
| Блумина судбина | 21. новембар 2011.        | 27. јун 2011.             |
| Блум, обична девојка из Гарденије, налази се на летњем распусту када налети на битку између виле Стеле и огра по имену Нат. Блум се супротставља чудовишту и изненада открива да она има магичне моћи. Стела нуди Блум прилику да похађа Алфију, школу за виле, на шта се Блум и њени родитељи слажу. Две виле се ускоро упознају са својим цимерима: Флором, Техном и Мјузом. После сусрета са вештицама Трикс са конкурентског колеџа Мрачни торањ, виле одлучују да формирају своју групу: Винкс. |                           |                           |
| Освета Трикса | 28. новембар 2011.        | 1. август 2011.           |
| Тајанствена нимфа по имену Дафни комуницира са Блум кроз сан. Током пролећног распуста, Блум се враћа кући и везује се за родитеље. Док је била у Гарденији, Блум сања о томе како је њен отац спасио бебу која је остала неповређена у пожару. Након што је рекла родитељима, Блум схвата да се догађај у њеном сну заиста догодио и да је она била беба у ватри. Касније, Блум посећује библиотеку Мрачног торња како би сазнала више о себи. У међувремену, Трикс смишљају план за крађу Блуминих моћи змајевог пламена. |                           |                           |
| Битка за Меџикс | 5. децембар 2011.         | 18. септембар 2011.       |
| Након што Трикс преузму Блумине моћи, три вештице преузимају Мрачни торањ и руше директорку Грифин. Снагом змајевог пламена Трикс сазивају војску таме да започне владавину терора. Блум се враћа у Алфију, немоћна без свог змајевог пламена. Она се удружује са Стелом, Скајем, Брендоном и Кнутом како би се суочила са Трикс у Мрачном торњу и повратила своје моћи. Једном када разговара са Дафни, Блум је у стању да поврати свој змајев пламен и придружи се својим пријатељима у последњој борби. Суочава се са Ајси један на један, док се остале виле суочавају с Дарси и Сторми. Након што Блум успе да победи ривалку, пријатељи славе, а Блум и Скај се љубе. |                           |                           |
| Мрачни Феникс | 12. децембар 2011.        | 16. октобар 2011.         |
| Ајша, принцеза Андроса и вила таласа, покушава да избави групу пиксија од Мрачног Феникса. Ухвати је и баца низ литицу. Ајша стиже у Алфију где упознаје Винкс. Блум и Стела се нуде да јој помогну, остављајући Флору, Мјузу и Техну да брину о младој Пикси по имену Пиф. У међувремену, Мрачни Феникс избавља Трикс из затвора. Блум и Стела се двобоје са Трик док Ајша спасава Пиксије. Касније, паладин по имену професор Авалон нуди Блум помоћ да открије више о својој прошлости. Авалон доводи Блум у тврђаву и открива његов прави идентитет као Мрачни Феникс. Винкс и Специјалци одлете до тврђаве и на крају поразе Мрачног Феникса.                          |                           |                           |

### 5. сезона (2012–13)
| Бр. еп. (укупно) | Бр. еп. (у сезони) | Наслов              | Датум емитовања у Италији | Датум емитовања у Америци |
| --- | ------------------ | ------------------- | ------------------------- | ------------------------- |
| 105 | 1                  | Просута нафта       | 16. октобар 2012.         | 2. септембар 2012.        |
| У краљевству океана Андрос, Лејлин ујак, краљ Нептун, планира крунисање једног од својих синова близанаца, Нереја или Тритона, који ће постати наследник. Али када одабере Нереја, омета га мистериозна особа, која покушава да убије Нереја. После кратке борбе са овом особом, открива се Тритон, којег краљ Нептун баца у затвор. У међувремену, Винкс планирају концерт у музичком бару Фрути. Нажалост, нафтна платформа видљива са плаже процурила је. Винкс се трансформишу и спасавају раднике уз помоћ Мајстора магије. Док помаже једном од радника, Скај баца привезак Ераклиона у море који је намеравао да поклони Блум. У међувремену, Тритон упозна трио вештица у истом затвору као и он, Трикс. |                    |                     |                           |                           |
| 106 | 2                  | Избављење Тритона   | 17. октобар 2012.         | 2. септембар 2012.        |
| Винкс одржавају добротворни концерт како би помогле у чишћењу изливања нафте. Тритон бежи из затвора уз помоћ Трикс након што је упио загађење изливањем нафте, претварајући га у демона. Винкс сазнају да су Трикс побегле из затвора и да мутирани демон контролише капијом са Андроса на Земљу. Лејла сазнаје да је демон њен рођак, Тритон. Флора, Техна и Лејла откривају да је тешко пливати под водом само са њиховим Беливикс способностима и магија не делује добро и такође је мање ефикасна и под океаном. |                    |                     |                           |                           |
| 107 | 3                  | Повратак у Алфеу    | 18. октобар 2012.         | 16. септембар 2012.       |
| Винкс се враћају у Алфеу и разговара са госпођицом Фарагондом о њиховој новој претњи, Тритону. Фарагонда им каже да ће требати да стекну древну силу звану Сиреникс да би победиле Тритона. Такође обавештава Винкс да је последња вила која је стекла моћ била Блумина сестра Дефна, она зна где могу наћи Сиреникс књигу. Блум се састаје са њеном сестром, која је упозорава да не тражи моћ, али Дефна на крају каже Блум да се књига Сиреникс налази у Магичној архиви Алфее. Винкс, заједно са Скајем, Брендоном, Хелијом и принцезом Кристал, која је принцеза Флоре, Лимфеје, одлазе у Магичну архиву како би започеле потрагу. Трикс нападају Винкс и током битке Скај прима ударац у главу због чега губи памћење. |                    |                     |                           |                           |
| 108 | 4                  | Сиреникс књига      | 19. октобар 2012.         | 23. септембар 2012.       |
| Принцеза Кристал покушава да излечи Скајево памћење, али сећање на губитак привеска Ераклиона узрокује блокаду. Тими помаже Техни да ажурира свој телефон како би пронашла књигу Сиреникса, коју Трикс потајно саботирају. Када Техна користи свој проклети телефон, Винкс проналазе древну проклету књигу, која Техну претвара у робота. Винкс је тешко да је зауставе, али успевају да уклоне телефон из Техниних груди и она се нормализује, а Винкс проналазе Сиреникс књигу. У међувремену, Нереј и краљица Лежеја траже Тритона и проналазе га, али он претвара Нереја у једног од својих мутантских послушника и прети мајци да му каже за Сиреникс. Каже му оно мало што зна, али незадовољан, Тритон ју је љутито претворио у једног од својих мутантских послушника. |                    |                     |                           |                           |
| 109 | 5                  | Лило                | 22. октобар 2012.         | 26. септембар 2012.       |
| Трикс се враћају и Винкс су назад у Алфеи на тренингу. Госпођица Фарагонда позива Винкс и говори им о Лилу, магичној биљци која је први пут вековима цвета, а налази се негде на Земљи, у Гарденији. Нажалост, Трикс такође траже Лило како би ојачале сопствене моћи. Винкс откривају да је Лило у поседу Мејси, Мицине млађе сестре. Винкс покушавају да спрече Трикс да стекну Лило и превладају тако што сви поново верују у њих, чинећи њихове Беливикс моћи јачима. |                    |                     |                           |                           |
| 110 | 6                  | Моћ Хармоникса      | 23. октобар 2012.         | 7. октобар 2012.          |
| Блоом покушава да Скају врати памћење дајући му ружу позитивности. Дијаспро покушава да искористи Скајево изгубљено памћење и проводи време са њим. Винкс одлучују да отвори књигу Сиреникса, али она неће да отвори. Дакле, госпођица Фарагонда разговара са њима о опасности од Сиреникса и тражи од њих да представљају Алфеу на такмичењу у Грејнору. Винкс покушавају да пронађу створење Дугине мантије како би стекле благодат Духа предака природе. Трикс нападају Стелу, Мјузу и Техну, а Блум, Флора и Лејла их бране. Блум спашава коња, који се открива као створење из дугих мантија када Трикс покушају да га нападну. Оно лечи Винкс и оне побеђују у конкуренцији. По отварању књиге Сиреникс, добијају старатеље Сиреникса и сазнају да морају зарадити Сиреникс пре завршетка следећег лунарног циклуса. Да би започеле потрагу, прво морају пронаћи мистичне драгуље познате као драгуљ самопоуздања, драгуљ емпатије и драгуљ храбрости. Чувари Сиреникса додељују им нову трансформацију, Хармоникс, која ће им помоћи у њиховој потрази. Поделили су се у два тима: Флора, Техна и Мјуза покушавају пронаћи локацију Светлуцаве шкољке у Магичној архиви док Блум, Стела и Лејла покушавају пронаћи драгуљ самопоуздања у светским океанима, Андрос. |                    |                     |                           |                           |
| 111 | 7                  | Светлуцаве шкољке   | 24. октобар 2012.         | 14. октобар 2012.         |
| Покушавајући да добију драгуљ самопоуздања, Винкс претражује океане Стелиног матичног света, Соларије. У међувремену, Трикс и Тританови мутанти нападају Гарденију како би добили још токсичнијих загађења за Тритона да би био још јачи и моћнији. Блум, Техна и Мјуза појављују се са својим новим Хармоникс моћима и заустављају их. На крају Винкс добијају свој први драгуљ. |                    |                     |                           |                           |
| 112 | 8                  | Тајна Рубин гребена | 25. октобар 2012.         | 28. октобар 2012.         |
| Тритон упада у подводну палату краља Нептуна и трансформише целу његову породицу у мутанте. Тада упија снагу очевог мистичног мача. У међувремену, Винкс добијју други траг за Сирениксом који их води у Мјузин родни свет, Мелоди. У потрази за драгуљем емпатије, Тритон трансформише Мјузу у чудовиште и она се спашава када се повеже са селкијем који чува Мелодина океанска врата, Сону. У међувремену, Трикс и Тритон стижу до Дефне у језеру Рокалуче и хватају је. |                    |                     |                           |                           |
| 113 | 9                  | Драгуљ саосећања    | 26. октобар 2012.         | 4. новембар 2012.         |
| Чаролија која се мења године доводи до тога да Стела постане трогодишња девојчица. Мјуза, Флора и Брендон пазе на њу. На крају се чаролија исцрпљује, враћајући Стелу у стварне године и изглед. У међувремену, Блум, Техна и Лејла одлазе у Технин матични свет, Зенит, како би пронашле драгуљ емпатије. Лејла и Техна се свађају и Блум их зауставља јер морају заједно радити како би добили други Сиреникс драгуљ. То чине и добијају драгуљ емпатије, остављајући само још један изазов да стекну драгуљ храбрости. |                    |                     |                           |                           |
| 114 | 10                 | Магични Божић       | 29. октобар 2012.         | 9. децембар 2012.         |
| Блоом планира да се врати кући за Божић, али Трикс бацају чаролију која ствара ледена чудовишта и окреће магичну заштитну баријеру против њих, заробивши их у Алфеу. Винкс се боре против Трикс и покушавају да се Блум осећа као код куће која им даје своје поклоне и назива их најбољим пријатељицама. После овога Трикс се откривају и уништавају кућу медењака. Блум користи свој змајев пламен и топи ледене змајеве и побеђује Трикс. Фарагонда креира украсе, а затим Фарагонда омогућава деци из Гарденије, заједно са Блуминим усвојитељима, да дођу у Алфеу и славе. |                    |                     |                           |                           |
| 115 | 11                 | Трикови Трикса      | 30. октобар 2012.         | 11. новембар 2012.        |
| Црвена фонтана одржава шоу скутера. Трикс се чине невидљивим и скутере претварају у врсту лавова демона. Моћ лавовог демона је далеко много јача од моћи Винкс Хармоникса. Скај има идеју о томе како да разбије чаролију, а лавовски демони се поново претварају у скутере. Након трке, Флора, Мјуза и Стела одлазе у Лимфеју на тест храбрости. Блум и Скај одлазе на састанак и Трикс их заседају. Винкс их је на крају спасавају. |                    |                     |                           |                           |
| 116 | 12                 | Тест храбрости      | 1. новембар 2012.         | 18. новембар 2012.        |
| Винкс-искључујући Мјузу и Техну-одлазе у Домино, Блумин свет, на прославу његове обнове. Али када Блум открије да је последњи и трећи драгуљ негде у Домином океану, она и њени пријатељи морају одмах напустити прославу. У међувремену, Флорин селки проналази привезак Ераклиона на дну океана Земље и даје га Флори. Враћајући се у палату Домино, Флора је враћа Скају, што му враћа памћење. Тада Скај коначно даје Блум привезак. Скај тада открива Блум да је Тритон држао Дефну у заробљеништву и принуђенна да му исприча све о Сирениксу. |                    |                     |                           |                           |
| 117 | 13                 | Сиреникс            | 2. новембар 2012.         | 25. новембар 2012.        |
| Тритон и Трикс краду Дефнин Сиреникс и дају га Трикс као Мрачни Сиреникс. У међувремену, Винкс су прикупиле сва три драгуља Сиреникса и добиле снагу Сиреникса и ушле у Бескрајни океан. Омнија, чувар Сиреникса, каже им да свака од њих добија жељу, али након што задовоље судбину. Тритон има све моћи селкија, и заједно са Триксом улази у Бескрајни океан, као и Дефна која је и даље његова заточеница. |                    |                     |                           |                           |
| 118 | 14                 | Царев трон          | 8. април 2013.            | 17. фебруар 2013.         |
| Винкс проналазе острво састављено у потпуности од смећа, које Тритон користи за пуњење токсина горивом. Винкс стижу и заустављају Трикс, наводећи их и Тритона да се повуку. Након што је следила Тритона и Трикс у Бескрајни океан, Лејла је сломљена срца кад је пронашла краљевску породицу Андросовог подводног краљевства мутирану у демоне. |                    |                     |                           |                           |
| 119 | 15                 | Стуб светлости      | 9. април 2013.            | 24. фебруар 2013.         |
| Тританнус планира да активира Царев трон; Винкс морају да успоставе ред када Тритон узме печат са Стуба светлости. Читав Меџикс је уроњен у мрак. Соларија је највише погођена, посебно краљ Радијус који се разболи због везе са Сунцем. Винкс одлазе у Бескрајни океан да би обновиле Стуб светлости. Стела успева да стекне своју чаролију Сиреникс, Светлли Сиреникс, која шаље Тритонове мутанте. Блум напада Ајси, што доводи до тога да се Тритон наљути и нападне Блум и Лејлу. |                    |                     |                           |                           |
| 120 | 16                 | Помрачење           | 10. април 2013.           | 3. март 2013.             |
| Тритон бежи са печатом док се Винкс конвергира да спасе Стуб светлости. На Соларији, краљица Луна брине о краљу Радијусу. Лејла разбија Тритонову чаролију и враћа Нереја и Тресу у њихово нормално ја. У међувремену, краљ Ерендор Ераклиона зове Скаја због своје краљевске дужности, па траже да Дијаспро дође по њега и добија дужност краља. Фарагонда окупља све у својој канцеларији и говори свима да треба да припреме Винкс да у потпуности овлада својим моћима Сиреникса да победе Тритона. Током шетње природом Блум и Скаја, Дијаспро се појављује и позва га натраг у Ераклион. |                    |                     |                           |                           |
| 121 | 17                 | Далеки одјеци       | 11. април 2013.           | 10. март 2013.            |
| Дефна подстиче Винкс да траже око инспирације, али оне не знају шта је то или где да га пронађу. На Земљи, Тритон претвара острво смећа у разорно чудовиште које изазива панику у Гарденији. Винкс морају да интервенишу пре него што буде прекасно. |                    |                     |                           |                           |
| 122 | 18                 | Прождрљивац         | 12. април 2013.           | 17. март 2013.            |
| Тритон преузима контролу над опасном рибом званом Прождрљивац и наређује му да прождере све селкије у Бесконачном океану. Флора, Техна и Мјуза тада морају покушати пронаћи тачку слабости. У свету Домину одржава се састанак краљевског савета о томе шта треба предузети у вези са Тритоном. Али изгледа да сва краљевства имају различите идеје и различита гледишта. |                    |                     |                           |                           |
| 123 | 19                 | Китови који певају  | 15. април 2013.           | 31. март 2013.            |
| Тритон узима Печат са Стуба равнотеже, узрокујући да све у свим световима постане опасно нестабилно и уздрма се и распадне као резултат Тритоновог неовлашћеног рада са другим Стубом. Китови који певају са Мјузиног родног света који одржавају Мелоди у равнотежи одједном нестају. А Винкс се морају борити и против Ајси и Тритона јер Дарси и Сторми недостају. |                    |                     |                           |                           |
| 124 | 20                 | Љубавни проблеми    | 16. април 2013.           | 31. јул 2013.             |
| Дарси и Сторми се појављују са китовима који певају са Мелодија. Ајси није импресионирана и радијеби била са Тритоном. Са великим запрепашћењем шаљу китове на Винкс изазивајући ужасан звук. Винкс покушавају да нападну, али их заустави Мјуза, која користи своје моћи да их ослободи. Затим користе магију конвергенције Сиреникс да би вратиле Стуб равнотеже. Након што се Винкс врате у посету Мелоди, враћају се кући у Алфеу. Скај жели да позове Блум, али онда одлази. Међутим, Дијаспро зове Блум и лаже, рекавши да ће од сада примати Скајеве позиве. Винкс воз у волијери који води до спашавања Флоре због нереда који је Стела направила. Епизода се завршава Тритоном који ставља печат на престо, док Дарси и Сторми планирају да их натерају да се Ајси врати без обзира на све што је потребно. |                    |                     |                           |                           |
| 125 | 21                 | Савршен састанак    | 17. април 2013.           | 7. април 2013.            |
| У међувремену, Винкс и Мајстори магије планирају савршен састанак за Техну и Тимија у Меџикс Ситију. Винкс се упућују ка Стубу контроле пре Тритона, а Блум је обавештена од Дефне да печат Стуба контроле мора бити уништен тако да Тритон никада неће достићи печат да би активирао царев трон. Винкс одлазе у Бескрајни океан, али их напада џиновска електрична јегуља. Схвативши да им треба Технина помоћ, Мјуза је контактира; а Техна одлази да помогне својим најбољим пријатељима. Користећи Ауру из Сиреникса, Техна побеђује јегуљу. Техна се касније враћа Тимију и они заједно деле тренутак и схватају да је заиста лепо проводити време заједно. |                    |                     |                           |                           |
| 126 | 22                 | Слушај своје срце   | 18. април 2013.           | 5. мај 2013.              |
| Винкс играју одбојку, а Флора губи и Кристал побеђује. Техна тада добија поруку од краља Зенита да се неће придружити алијанси и Винкс се упућују у Зенит да разреше ствар. Тритон сазнаје шта су Винкс учиниле са печатом и веома се наљути и напада стуб због чега је читавој технологији понестало контроле. Винкс трансформација спречава да се проблем погоршава. Након интензивне битке, Флора користи оно што научи да заустави напад и Техна убеђује краља да подржи савез. Она заради своју жељу, тражи од свог старатеља да повеже људе из свог царства са Меџиксом. Касније се Скај и Блум поново састају након што Скај нађе излаз из вида Дијаспро и њих двоје се мире. Касније у океану на престолу, зликовци покушавају да одлуче шта ће учинити сада када печат нестане, а Дефна је приморана да им каже све о царевом трону. Она помиње како су три древне вештице проклеле Политеју, још једну вилу Сиреникса. Ајси планира да украде њене моћне способности Сиреникса; па тако и Дарси и Сторми. |                    |                     |                           |                           |
| 127 | 23                 | Лов на Политеу      | 19. април 2013.           | 12. мај 2013.             |
| Блум сазнаје причу о Дефни и Политеји и како су их Вештице предака проклеле. Да би заштитиле своје пријатеље од проклетства Сиреникса, Блум и Серена одлазе на мисију да пронађу главу ајкуле, у којој Политеа живи. Међутим, они и Ајси заостају када Дарси и Сторми исцрпе Политеу из њених Сиреникс моћи. У међувремену, Стела покушава да окупи родитеље и изрази како се осећа када се свађају. Такође их позива на своју модну ревију, где такође остварује своју жељу за Сирениксом. Стела жели да њени родитељи слушају једно другог, а такође и своју ћерку. |                    |                     |                           |                           |
| 128 | 24                 | Дах океана          | 22. април 2013.           | 8. септембар 2013.        |
| Тритон оставља киселу кишу у прелепим водама Рајског залива, где делфини пливају слободно. Да би спречиле еколошку катастрофу, Винкс морају пронаћи Дах океана. Винкс нападају велики инсекти, а Флора проналази Дах Океана. Мајстори магије и њихови савезници нападају Тритона и Ајси и покушавају да побегну, али Винкс се суочавају са њима. Они побегну и Флора са дахом океана користи њену посебну способност, Цвет Сиреникса и обнавља Рајски залив. Она остварује своју жељу Сиреникса и желе да се људи на Земљи више брину о планети. У међувремену сви одлучују о савезу и придружују се борби, док Дијаспро није срећна због тога и љути се. |                    |                     |                           |                           |
| 129 | 25                 | Епски лет           | 23. април 2013.           | 15. септембар 2013.       |
| Хелија и Флора су и даље у лошим односима, а Флора се љути на њега због његових поступака. После балета се мире. Позив Лејлиних рођака доводи до битке између Блум и Тритона и селкија против мутаната на Стубу светлости са Лејлом ухваћеном у унакрсној ватри: Вила таласа губи Сиреникс енергију Тритону, који намерава да их искористи да у потпуности активира Царев трон. |                    |                     |                           |                           |
| 130 | 26                 | Тритонов крај       | 24. април 2013.           | 22. септембар 2013.       |
| Након што је коначно успео да активира царев престо, Тритон губи контролу над својим моћима и над собом, па се чак окреће и од Ајси. Последњи обрачун се одиграва између Винкс и Нереја ради спашавања магичног универзума. На крају, Тритон је поражен од Блум (користећи ватру Сиреникса на свом трозупцу) и Нереја и прогнан у заборав због својих поступака. Блум је тада натерала Сиреникс да пожели заувек да прекине зло проклетство Сиреникса, враћајући на тај начин физичко тело своје старије сестре Дафне након толико година као сабласни дух. Напомене: Догађаје ове сезоне и епизоде прати филм Мистерија бездани. |                    |                     |                           |                           |

### 6. сезона (2014)
| Бр. еп. (укупно) | Бр. еп. (у сезони) | Наслов                  | Датум емитовања у Италији | Датум емитовања у Америци |
| --- | ------------------ | ----------------------- | ------------------------- | ------------------------- |
| 131 | 1                  | Инспирација Сиреникса   | 6. јануар 2014.           | 29. септембар 2013.       |
| Људи на планети Домино славе повратак принцезе Дафни. Дафни покушава да се прилагоди поновном поседовању тела и тугује због свог одвајања од моћи. Трикс користе Звер дубине да покваре забаву. Винкс морају пронаћи Инспирацију Сиреника како би помогле Дафни да поврати своје самопоуздање и своје моћи. Када Винкс схвате да су Инспирација Сиреника, надахњују Дафни да верује у себе и она се трансформише и нареди Звери Дубине да се врати у мора. Затим се забава наставља. |                    |                         |                           |                           |
| 132 | 2                  | Легендаријум            | 13. јануар 2014.          | 3. новембар 2013.         |
| Дафни почиње да предаје у школи Алфија као наставница историје магије. У Мрачном торњу, вештица са Земље по имену Селина представља се и показује моћи Легендаријума, књиге која легенде може учинити стварним. Враћајући се у Алфију, Пиксији и ученици славе Фарагондину стоту годишњицу као директорике Алфије. Трикс заузимају Мрачни торањ и претварају Грифин у врану, а Селина се удружује са њима. |                    |                         |                           |                           |
| 133 | 3                  | Школа летења            | 20. јануар 2014.          | 3. новембар 2013.         |
| Винкс путују на Флорину родну планету, Линфеју, у посету Специјалистима. Када Трикс нападну, Винкс покушавају да узврате ударац, али су им одузете све моћи када су се суочиле са Легендаријумом; осим Блум јер се њен Змајев пламен не може угасити. Блум затим дели свој Змајев пламен са својим пријатељима, тако да ће зарадити нову трансформацију када изврше акције достојне правих вила. |                    |                         |                           |                           |
| 134 | 4                  | Блумикс моћ             | 31. јануар 2014.          | 15. децембар 2013.        |
| Трикс снажно држи школу Линфеја док Трентови настављају да нападају ученике. Са ограниченим моћима, Винкс су присиљене да се повуку у Алфију где се фокусирају на даље повећање своје унутрашње снаге, тражећи помоћ од Специјалиста и Паладина. Винкс и момци се враћају у Линфеју да се боре против Трентова. Флора спашава млађу сестру Милу и стиче своју нову Блумикс трансформацију. Селина такође позива летеће базилиске да се обрачунају са Блум и Специјалистима. |                    |                         |                           |                           |
| 135 | 5                  | Златни аудиторијум      | 7. фебруар 2014.          | 15. децембар 2013.        |
| Стела и Лејла имају храбрости и интелигенције да избегну летеће босиљке и зарађују своје Блумикс моћи. Дефна прима позив у Златни аудиторијум. Селина затим позива Пандемијумске духове да удаве Винкс својим врисковима. Мјуза и Техна, стављајући разлике на страну, заустављају духове и стичу своје Блумикс моћи. Трикс одлазе у Институт Ераклион, где сусрећу Дијаспро, која жели да се удружи са Трикс како би се осветила Блум. |                    |                         |                           |                           |
| 136 | 6                  | Пламени вртлог          | 14. фебруар 2014.         | 12. јануар 2014.          |
| Припреме за крунисање Дефне, престолонаследнице Домина, у пуном су јеку. Међутим, уз наређења од Трикс, Дијаспро је задужена да оконча Блум. Блум је такође ослабила откако је делила свој део Змајевог пламена са Винкс. Дијасприне шеме бацају Блум у пламени вртлог који се налази испод палате Домино. Поред тога, Селина користи Легендаријум да позове ждераче ватре да се обрачунају са остатком Винкс девојака. |                    |                         |                           |                           |
| 137 | 7                  | Изгубљена библиотека    | 17. фебруар 2014.         | 16. фебруар 2014.         |
| На часу у Алфеји, Фарагонда тражи од Дефне да однесе Винкс на Земљу како би пронашла начин да заувек затвори Легендаријум. Трикс се маскирају у ученице да би их пратиле и саботирале њихове напоре, док Селина остаје у Мрачном торњу. Док лете око света, проналазе Александријску библиотеку. Међутим, Селина позива древне мумије да зауставе Винкс на њиховом путу. |                    |                         |                           |                           |
| 138 | 8                  | Напад сфинкса           | 10. фебруар 2014.         | 16. фебруар 2014.         |
| У Египту, Винкс побеђују мумије; Селина тада позива Сфингу да нападне Винкс и град Александрију. У међувремену, Ахерон (моћни врач заробљен у Легендаријуму, који је Селинин ментор и господар) каже Селини да потражи дневник из библиотеке, иначе ће заувек бити закључан у књизи. Док се боре против Сфинге, Трикс (прерушене у виле Алфее) изазивају хаос, али Винкс и Пиксији га решавају. Блум одлази да пронађе дневник у библиотеци, што она и чини. На своје изненађење, проналази и Селину, за коју се открива да је била Блумина стара пријатељица из детињства док су биле деца. |                    |                         |                           |                           |
| 139 | 9                  | Храм Зеленог змаја      | 3. март 2014.             | 3. август 2015.           |
| Винкс, Дефна и Пиксији настављају потрагу за вилинском кумом Елдором и стижу у Кину. Посећују храм Зеленог змаја, једно од места које је посетила Елдора. Захваљујући Пиксијима, Трикс су откривене и оне се повлаче. Винкс долазе у храм, где живи Лу Веј, последњи кротитељ змајева. Иако у почетку оклева да пружи информације Винкс, пристаје да помогне када Винкс победе Зелене змајеве које је позвала Селина. У знак захвалности, Лу Веј каже Винкс да је Елдора често говорила да ће се повући на место где је расло њено омиљено цвеће. |                    |                         |                           |                           |
| 140 | 10                 | Тајни сакленик          | 10. март 2014.            | 5. август 2015.           |
| Роки разбија чаролије Трикс на Грифин и на три девојке које су Трикс заселе и пзимиле њихове изгледе. Селина се појављује у Алфеји и лаже Блуму да су је Трикс заробиле, али је успела да побегне. Скај има своје сумње. Блум одводи Селину у стакленик Алфеје где се шуња, около изазивајући хаос. Грифин се буди и открива да је Селина зла и да је у савезу с Трикс. Скај појури да пронађе Флору на подземљу и Блум је готово несвесно храни отровом који је Селина прерушила у лек. Након што јој професор да напитак, Флора користи своју магију да смири ствари. Осећајући се кривом због онога што се догодило са Селином, Блум напушта Винкс, остављајући Лејлу за њиховог вођу. |                    |                         |                           |                           |
| 141 | 11                 | Срушени снови           | 17. март 2014.            | 7. август 2015.           |
| Винкс се распадају без Блум и свађају се. У међувремену је у Гарденији Блум сама, узнемирена и постиђена. Пиксији не могу да поднесу и оду да врате Блум. Док је у својој соби Блум примећује да је место где је играла као деца место где живи Елдора. Селина сазове децу ноћи и нареди им да нападну Блум, а Пиксији се испрва боре против њих. Блум осети да је њена везана Пикси, Локет, у опасности и одлази да помогне. У Алфеји, Флора свима говори да Елдора живи у Гарденији и виле одлазе тамо. Блум и Пиксији су у опасности када Винкс сазнају за то кроз своју везу са својим везаним Пиксијима и припремају се да оду на Земљу да помогну Блум. |                    |                         |                           |                           |
| 142 | 12                 | Светлуцаве сенке        | 24. март 2014.            | 10. август 2015.          |
| У Гарденији, Блум лети од деце ноћи. Селина наређује чудовиштима и људима под њиховом контролом да нападну Блумину кућу. Винкс се појављују и прогоне вампире. Након Блуминог извињења, Винкс кажу Блум о Елдори и Блум им каже да зна. Зову Дефну која им говори о вампирима. Винкс одлазе на модну ревију, али су заробљене, осим Стеле, која се пријављује за ревију. Пратећи вампире до старог маузолеја, Стела претвара вампире у прах и ослобађа све. Успела је да креира своје дизајне на време за ревију захваљујући Блум и побеђује. Она даје пехар Блум који је поносна на тај гест. |                    |                         |                           |                           |
| 143 | 13                 | Вила кума               | 31. март 2014.            | 12. август 2015.          |
| Трикс посматрају Винкс и виде их како одлазе тамо где живи Елдора. Винкс упознају Елдору, која објашњава своју прошлу везу са Селином. Трикс одлазе да нападне Елдорину кућу и долази до битке између Винкс и Трикс. Селина тада позива духове са којима Винкс нису у стању да се боре све док Елдора не ускочи и не уништи духове и Трикс се повуку. Винкс траже од Елдоре да помогне да победе Трикс и спасу Селину од Ахероновог злог утицаја. Прихвата и излази из пензије. |                    |                         |                           |                           |
| 144 | 14                 | Митикс                  | 7. април 2014.            | 14. август 2015.          |
| Елдора говори Винкс девојкама да морају добити Митикс. Одлазе у Тир на Ног да виде краљицу Небјулу која Винкс девојкама показује жезла Митикс која могу да се користе само доказујући да су вредна њихове моћи. Трикс појачавају своје моћи и одбијају Селинин захтев да се њене моћи појачају и одлазе у Тир на Ног да се боре против Винкс. Селина одлази до Тир На Нога и упија део Блуминг Змајевог пламена како би ослободила Ахерона пре него што ју је Блум савладала. Блум уништава чаролију за појачавање снаге Трикс и они се повлаче. Показавши се достојним, Винкс стичу Митикс. |                    |                         |                           |                           |
| 145 | 15                 | Мистерија Калавере      | 31. јул 2014.             | 17. август 2015.          |
| Да би закључале Легендаријум, Винкс морају да користе своје нове Митикс штапиће како би пронашли фантастични смарагд. Винкс, Мајстори магије и Паладини путују до Калавере да пронађу смарагд који је скривен на потопљеном гусарском броду. Елдора обавештава групу да смарагд не постоји у стварном свету. Уместо тога, они морају да уђу у Легендаријум да би га тражили. Селина шаље Трикс у Легендаријум да униште Винкс. |                    |                         |                           |                           |
| 146 | 16                 | Инвазија зомбија        | 1. август 2014.           | 19. август 2015.          |
| И Винкс и Трикс морају се борити против зомби пирата који насељавају гусарски брод у оквиру Легендаријума. Ако се Винкс не извуку на време из Легендаријума, могу заувек остати у књизи. Елдора долази и упозорава Винкс на ову чињеницу, а Ајси чује и Трикс одлазе. Пирати још воде борбу са Винкс. Блум се искрада и проналази смарагд. Винкс одлазе тачно на време и састају се са Дефном и момцима. Трикс грде Селину због чињенице да постају приче ако предуго остану у књизи. Она се покрива тиме да није имала појма и да би Винкс могле бити заробљене. Гледају и виде да Винкс девојке нису заробљене. Дакле, Селина шаље Окулта назад по Винкс. Након дуге борбе против зомбија, Блум претвара острвце у виле и они минирају брод. Гусари се повлаче, остављајући острво на миру и враћају се у свет Легендаријума. Винкс уживају у победи, док се Трикс заклињу да следећи пут када уђу неће бити те среће. |                    |                         |                           |                           |
| 147 | 17                 | Проклетство Шуме страха | 1. август 2014.           | 21. август 2015.          |
| Винкс, Мајстори магије и Паладини одлазе у Шуму страха у Канади да пронађу Сребрно копље, другу ствар која је потребна за фалсификовање Легендаријум кључа. Међутим, откривају да град прогони застрашујуће проклетство: људи Шуме страха ноћу се претварају у вукодлаке. Селина користи Легендаријум да заповеди вукодлацима да униште Винкс. Током борбе, Ајси улази и леди Хелијино срце, а затим га одводи у свет Легендаријума. Флора улази за њима, решена да спаси Хелију од Снежне краљице. |                    |                         |                           |                           |
| 148 | 18                 | Магични тотем           | 1. август 2014.           | 9. септембар 2015.        |
| Флора се бори против Ајси, Снежне краљице, да спаси Хелију. На крају побеђује Флора побеђује Ајси и избацује себе, Хелију и тотемски стуб из Легендаријума. Тотемски стуб је у стању да разбије клетву вукодлака и подигнут је из Шуме страха. Међутим, Хелија почиње да се понаша другачије пошто му је Ајси проклела срце. Најгоре од свега је што Ајси користи нове ледене моћи да нападне град и Винкс. |                    |                         |                           |                           |
| 149 | 19                 | Краљица на један дан    | 2. август 2014.           | 11. септембар 2015.       |
| Сад кад су Винкс исковале кључ за Легендаријум, одлазе у Мрачни торањ да би заувек закључале Легендаријум. Пре него што успеју да постигну свој циљ, Дарси баца огртач невидљивости на Мрачни торањ. У међувремену, Стела постаје краљица Соларије на један дан, али снага јој на крају иде у главу. Трикс смишљају план за инвазију на Соларију, док Селина позива Чаробно огледало како би Стелу опчинила као злу краљицу. |                    |                         |                           |                           |
| 150 | 20                 | Стелина велика забава   | 2. август 2014.           | 15. септембар 2015.       |
| Дарси, представљена као Аријадна, украла је Стелину круну и заробила је у древни лавиринт у свету Легендаријума. Да би вратила круну, Стела се суочава са Минотауром. Када коначно успе да напусти свет Легендаријума, враћа се у Соларију и почиње да исправља грешке које је направила као краљица. Недуго док Трикс и Селина не шаљу Гаргантуа да сруше Стелину забаву. |                    |                         |                           |                           |
| 151 | 21                 | Монструозна љубав       | 2. август 2014.           | 17. септембар 2015.       |
| Винкс одлазе у Зенит у нади да ће пронаћи технолошки уређај који ће им омогућити да прате невидљиви Мрачни торањ. Током посете свом дому, Техна доводи и Тимија у сусрет родитељима. У међувремену, Селина шаље вилама следеће чудовиште, Франкенштајново чудовиште. Међутим, Трикс и Селина нису знале да ће се оно заљубити у Техну. То доводи до тога да чудовиште одведе Техну у свет Легендаријума. Сторми одлучује да уђе у Легендаријум као Невеста Франкенштајна како би спречила Техну да побегне. |                    |                         |                           |                           |
| 152 | 22                 | Музички кафе            | 3. август 2014.           | 8. новембар 2015.         |
| Иако јој је тешко у комуникацији са Ривеном, Мјуза жели да пронађе нешто што би могла назвати својим. Затим открива напуштени музички кафић у Алфеји. Мјуза одлучује да уз помоћ Винкс девојака и осталих вила поново отвори школу за музику Алфеје у школи. Користећи магију музичких инструмената, Рокси и Винкс штите Алфеју од летећег Мрачног торња. Међутим, Селина има на уму и друге планове. Она пушта Румпелстилтскина из Легендаријума да украде Мјузин глас. |                    |                         |                           |                           |
| 153 | 23                 | Химна                   | 3. август 2014.           | 8. новембар 2015.         |
| Винкс покушавају да убеде Румпелстилтскина да им да Мјузин украдени глас. Међутим, он неће прихватити ништа што нема високу вредност. Стела спомиње кључ Легендаријума, који би милостиво прихватио да му се понуди. Чак и без свог гласа, Мјуза може да контролише музику како би спасила Алфију од вештица. Сада морају да бирају између Мјузиног гласа и кључа за Легендаријим да закључају књигу Легендаријум коју похлепни Румпелстилтскин жели за своју колекцију ретких магичних предмета. Ривен и Мјуза коначно одлучују да нису савршен пар и иду својим путем. |                    |                         |                           |                           |
| 154 | 24                 | Легендарни двобој       | 3. август 2014.           | 15. новембар 2015.        |
| Винкс и Дафни покушавају потражити драгоцену ствар коју ће заменити Румпелстилтскином за кључ Легендаријума. У међувремену, Трикс проглашавају дуел између Алфијине најјаче виле против најјаче вештице Мрачног торња. Ово је дуел Блума и Селине. Пре него што Селина уђе у борбу, пушта моћне, али опасне Шампионе Алфије. Шампиони Алфије нападају Винкс и Алфију. Док су битке у току, Ајша жури у Пикси село како би ушла у Суморну шуму у свету Легендаријума. Верује се да је спашавање свих Пиксија кључ победе над Шампионима Алфије. |                    |                         |                           |                           |
| 155 | 25                 | Ахерон                  | 3. август 2014.           | 15. новембар 2015.        |
| Винкс се припремају за венчање Дафни и Торена, али док се припремају, откривају да је Селина ослободила Ахерона. Међутим, издаје Селину и њену оданост. Тада Ахерон шаље Трикс у свет Легендаријума заувек. Снагом Змајевог пламена, Ахерон почиње да влада над свом чаролијом у Магичној димензији. Поред Селине, Блум се бори против Ахерона у свету Легендаријума. Док је тамо, Блум ставља крај Ахерону који је врховни врач Легендаријумског света заробивши га у бесконачну кутију коју јој је дала Елдора која је вилинска кума. У замену за Ахерона који је творац света Легендаријума, задовољни Румпелстилтскин даје Блум кључ Легендаријума. Међутим, Блум се мора суочити са још три противника пре него што напусти митски свет Легендаријума. |                    |                         |                           |                           |
| 156 | 26                 | Винксице заувек         | 4. август 2014.           | 22. новембар 2015.        |
| Након победе над Ахероном, Блум се бори да се бори против Трикс у свету Легендаријума. Када Блум превлада њихов Кавез туге, она побегне са кључем Легндаријума. Трикс су остављене у закључаној књизи Легендаријум. Блум покушава закључати књигу Легендаријум, али не успева. Само Селина може. Књигу Легендаријум Селина је заувек закључала. Блум и Селина се још једном помире као најбоље пријатељице. Елдора опрашта Селинина недела и узима реформисану Селину натраг под своје крило као свог шегрта и Селина поново постаје пуноправна вила. Винкс се враћају на венчање Дафни и Торена и славе њихово венчање и Дафни и Торен се кочијом вину у небо. |                    |                         |                           |                           |

### 7. сезона (2015)
| Бр. еп. (укупно) | Бр. еп. (у сезони) | Наслов                     | Датум емитовања у Италији | Датум емитовања у Италији |
| --- | ------------------ | -------------------------- | ------------------------- | ------------------------- |
| 157 | 1                  | Парк природе Алфија        | 21. септембар 2015.       | 10. јануар 2016.          |
| Фарагонда показује девојкама Парк природе Алфија, који је створила за добродошлицу последњим примерцима вилинских животиња. Међутим, зла птица грабљивица улази у парк и отима последњи примерак рупоровца. |                    |                            |                           |                           |
| 158 | 2                  | Младе виле одрастају       | 21. септембар 2015.       | 10. јануар 2016.          |
| Фарагонда је дубоко забринута: пошто свака вилинска животиња има посебан таленат, они морају да реше мистерију рупоровца. Девојке добијају Камење сећања да би путовале у прошлост и могле да спасу рупоровце. |                    |                            |                           |                           |
| 159 | 3                  | Батерфликс                 | 22. септембар 2015.       | 17. јануар 2016.          |
| У прошлости Алфије, Калшара, вила са мрачним намерама, успева да приступи старој сали. Прешавши извор дивље магије, она постаје створење које мења облик, први корак ка стицању ултимативне моћи. Винкс се боре против елементарног створења које је бацио Брафилијус и након победе над чудовиштем (и схватањем да њихове Блумикс моћи нису природа засноване на природи за спашавање рупороваца), зарађују нову магичну моћ проистеклу из саме природе—Батерфликс. |                    |                            |                           |                           |
| 160 | 4                  | Прва боја универзума       | 22. септембар 2015.       | 17. јануар 2016.          |
| У садашњости, Винкс организују отварање Парка природе Алфија, где сада постоји много рупороваца, које су Винкс у прошлости спасиле. Рупоровци, међутим, крију мистериозну енигму. |                    |                            |                           |                           |
| 161 | 5                  | Пријатељ из прошлости      | 23. септембар 2015.       | 24. јануар 2016.          |
| Брафилијус сада може да користи камен украден од Рокси за путовање у прошлост и такође зна како да пронађе животињу са првом бојом универзума, захваљујући информацијама које му је вила нехотице дала. |                    |                            |                           |                           |
| 162 | 6                  | Авантура на Линфеји        | 23. септембар 2015.       | 24. јануар 2016.          |
| Рокси зове Винкс у своју соби у Алфији, јер зна да је врста магичних вукова у опасности на Линфеји. Виле одлазе на матичну планету Флоре и упознају њене родитеље који лече два магична вука. Винкс улазе у срце природе како би пронашле извор ове дилеме, зашто се магични вукови плаше да уђу у шуме природе и девојке виде да је дивља магија контаминирала дрвеће, па се трансформишу у своје Батерфликс облике, али су осујећене мрачним магичним дрвећем које исцрпљује све њихове моћи—остављајући Флору неспособном да дође до чаробних семена. |                    |                            |                           |                           |
| 163 | 7                  | Чувај се вука              | 24. септембар 2015.       | 31. јануар 2016.          |
| Мјеле долази да помогне вилама, користећи против отров да се отарасе гљивица. Приметивши да природа спонтано реагује, Флора добија идеју да самој природи помогне сопственом Батерфликс чаролијом. |                    |                            |                           |                           |
| 164 | 8                  | Повратак у средњи век      | 24. септембар 2015.       | 31. јануар 2016.          |
| После неколико покушаја да Сквонк и Амарок постану пријатељи, Винкс користи камење успомена да би путовале назад у средњовековну Италију, где је некада живела друга врста вилинских животиња—квилкет. |                    |                            |                           |                           |
| 165 | 9                  | Вилинска мачка             | 25. септембар 2015.       | 7 February 2016           |
| Орландо, министрант који зна како да призове квилкете, одлучује да помогне Винксу. Брафилијус заседа мачку, али Мјуза га зауставља својом снагом Батерфликса. |                    |                            |                           |                           |
| 166 | 10                 | Винксице у замци!          | 25. септембар 2015.       | 7. фебруар 2016.          |
| Брафилијус не успева да ухвати квилкета и сазна да ли животиња има ултимативну Моћ. Бесна Калшара одлази сама у Алфију и отима Критија. |                    |                            |                           |                           |
| 167 | 11                 | Мисија у џунгли            | 26. септембар 2015.       | 14. фебруар 2016.         |
| Суматрански тигрови су у опасности јер их лове криволовци који мењају облике, загађени извором дивље магије, па Рокси тражи Винкс за помоћ. |                    |                            |                           |                           |
| 168 | 12                 | Вилинска животиња за Техну | 26. септембар 2015.       | 14. фебруар 2018.         |
| У древном језгру Техниног матичног света, Брафилијус има зли план да Зенит учини нестабилним. Да би спасила угрожене веверице, Техна мора донети равнотежу у свој матични свет. |                    |                            |                           |                           |
| 169 | 13                 | Тајна једнорога            | 27. септембар 2015.       | 21. фебруар 2016.         |
| Све девојке имају своју вилинску животињу, осим очајно забринуте Блум. У међувремену, Винкс путују у Кину да спасу панде од мистериозног створења. Када се открије да је створење једнорог под чаролијом дивље магије, Блум се мора повезати с њим да би победио магију. |                    |                            |                           |                           |
| 170 | 14                 | Трансформација Миникс      | 27. септембар 2015.       | 21. фебруар 2016.         |
| Након проналаска магичне хармоније међу њима, шест вилинских животиња дају Винкс наруквице Миникс, које ће им омогућити да истражују Мини светове—димензију која подржава сваки екосистем. |                    |                            |                           |                           |
| 171 | 15                 | Чаробно камење             | 28. септембар 2015.       | 28. фебруар 2016.         |
| Змајеви су све слабији откад је ватру Пироса упио Ватрени вампир. Калшара захтева да је пусте у замену за позив. |                    |                            |                           |                           |
| 172 | 16                 | Повратак у рајски залив    | 28. септембар 2015.       | 2016. фебруар 28.         |
| Рокси упозорава Винкс да је читав екосистем у опасности из непознатог разлога, па се Винкс напорно труде да реше мистерију. |                    |                            |                           |                           |
| 173 | 17                 | Изгубљени у капљици        | 29. септембар 2015.       | 6. март 2016.             |
| Винкс морају да узгајају нове драгуље светлости, путујући до водених колевки где сваки од њих мора да засади чаробно семе. |                    |                            |                           |                           |
| 174 | 18                 | Дан банана                 | 29. септембар 2015.       | 6. март 2016.             |
| Док Винкс и Специјалци враћају групу лемура у њихово природно станиште, изненадни напад Калшаре и Брафилијуса који трансформишу све банане у мутирана чудовишта од банана, која нападају све, укључујући Брафилијуса, али не и Калшару. Тако Винкс путују уназад у прошлост, али су наишле на џиновског праисторијског „мега лемура” који је Винкс пратио назад у садашњост и наставио да једе мутирана чудовишта од банана. Док су Винкс вратиле неке џиновске праисторијске банане које ће садити, јер су их Калшара и Брафилиус све уништили. |                    |                            |                           |                           |
| 175 | 19                 | Чаробна дуга               | 30. септембар 2015.       | 13. март 2016.            |
| Док се у замку Домина одржава важан бал, Калшара и Брафилијус су у Грејнор рушевинама како би ухватили биће са дугиним капутом. |                    |                            |                           |                           |
| 176 | 20                 | Мале виле                  | 30. септембар 2015.       | 13. март 2016.            |
| Калшара и Брафиликус мисле да је животиња са ултимативном моћи једна од вилинских животиња повезаних са Винкс и поставили су минијатурну замку за виле. |                    |                            |                           |                           |
| 177 | 21                 | Шашавог ли света           | 1. октобар 2015.          | 20. март 2016.            |
| Винкс одлучју да се врате у Алфију са својим вилинским животињама. Да би их ухватила, Калшара мора да нађе начин да уђе у школу за виле. |                    |                            |                           |                           |
| 178 | 22                 | Краљевство дијаманата      | 1. октобар 2015.          | 20. март 2016.            |
| Винкс доводе рупоровца у Алфију, где се Фарагонда поново спаја са оним за шта верује да је њена вилинска животиња. Виле затим улазе у мини свет, где их владар обавештава да ултимативна моћ борави у дијаманту који би могао да расте у краљевском воћњаку. Будући да дрвеће у воћњаку једва даје плодове, Флора користи своје моћи како би их вратила у живот, узрокујући и процват дијаманта ултимативне моћи. Међутим, њена неизмерна снага чини чаролију раста ван контроле, стакленик у којем се налази воћњак почиње да се руши и Флора је заробљена под гомилом камења. У међувремену, дијамант излази из статуете и материјализује се у Алфији, где Калшара открива свој прави идентитет и краде га; међутим, једном кад стигне до Брафилијуса, овај, уморан од увек лошег поступања, узима га и призива три најмоћније вилинске животиње Магичне димензије да створе војску по његовом наређењу, али, случајно, позива и њихове господарице, Трикс. |                    |                            |                           |                           |
| 179 | 23                 | Тајна Алфије               | 2. октобар 2015.          | 3. април 2016.            |
| Вилинске животиње стижу да спасу Флору. У међувремену, Трикс започињу свој други напад на Алфију. |                    |                            |                           |                           |
| 180 | 24                 | Златни лептир              | 2. октобар 2015.          | 3. април 2016.            |
| Изван Алфије, борба између Трикс и вила из школе се наставља, Винкс користе своје камење сећања да би се вратиле у Алфију у прошлост. |                    |                            |                           |                           |
| 181 | 25                 | Нова чаробна харомија      | 3. октобар 2015.          | 10. април 2016.           |
| У Цветном мини свету, Блум је спасио Елас, чији рог постаје златан због његове храбрости. Пре него што Винкс стигну у Алфију, Трикс покушавају још једном да униште школу и користе ултимативну моћ и њихове вилинске животиње, али Трикс су одмакнуте од нове магичне баријере и оне се повлаче у Подземно царство како би пронашле оригинални извор дивље магије и стекле њену моћ. Винкс се враћају у садашњост да гледају победу Алфије. На крају, Калшара долази са молбом да од Винкс затражи помоћ да спаси Брафилијуса од Трикса. |                    |                            |                           |                           |
| 182 | 26                 | Моћ вилинских животиња     | 3. октобар 2015.          | 10. април 2016.           |
| Калшара жели да спаси Брафилијуса из Трикса, па удружује снаге са Винксом, али да би задржала ултимативну моћ. Морају победити Трикс да би од три вештице добили ултимативну моћ. Винк користе своје камење да ухвате Трикс у лимбу како никада више не би нанеле штету. Након што се позабавила Триксом, Калшара бесни—желела је ултимативну моћ за себе и шокантно се одриче брата—затим пада у мрачни понор извора Дивље магије—након тога се Брафилијус мења и проналази нове пријатеље које је брига за њега. Винкс се враћају у Алфију и изводе концерт заједно са Специјалцима и вилинским животињама. |                    |                            |                           |                           |

### 8. сезона (2019)
| Бр. еп. (укупно) | Бр. еп. (у сезони) | Наслов                        | Датум емитовања у Италији | Датум емитовања у Србији |
| --- | ------------------ | ----------------------------- | ------------------------- | ------------------------ |
| 183 | 1                  | Ноћ звезда                    | 15. април 2019.           | 7. фебруар 2021.         |
| У Алфији, Винкс гледају небо тражећи звезде падалице. Изненада, сјајна звезда слети у шуму у близини школе и Винкс је прате. Пронађу мало жуто створење које спава усред места пада и Стела га идентификује као Лумена: створење из Луменије, звезде која осветљава Соларију. Лумен је изгубио памћење, али га је опоравио након победе у бици против групе плавих створења. Затим се идентификује као „Твинкли”, гласник Луменије, који је послат да пронађе најмоћније виле у Магичној димензији. Твинкли тражи од Винкс помоћ за нову опасност за звезде универзума. |                    |                               |                           |                          |
| 184 | 2                  | Краљевство Лумена             | 16. април 2019.           | 8. фебруар 2021.         |
| Винкс у пратњи Твинклија стижу до Луменије. Тамо им краљица Дорана објашњава да су звезде Чаробног универзума у опасности. Она их пита да сазнају шта је исушило једну од светлосних река Луменије и Винкс откривају да је то било због црне магичне сфере која блокира ток реке. Након што су разнеле сферу, оне одлазе под земљу где се боре са два голема лаве и роботом голема. Након пораза голема, Валторов знак се појављује у ваздуху, откривајући Винксу да је још увек жив и поново у акцији. Након што су обновиле исушену реку светлости, Винкс се враћају код Доране, који им захваљују што су спасиле реку. Затим им каже да ће им, како би спасили звезде, требати нова снага. Сада када је река светлости обновљена и заједно са тим и Доранине моћи, она Винксу даје нову моћ: Космикс. |                    |                               |                           |                          |
| 185 | 3                  | Напад на језгро               | 17. април 2019.           | 9. фебруар 2021.         |
| Ждерачи звезда, предвођени Обскурумом, упијају сву енергију језгра Луменије, због чега звезда тоне у мрак. Винкс користе своје нове Космикс моћи да се боре против ждерача, и на крају успевају да их натерају да побегну. Иако се чини да је језгро Луменије изгубљено заувек, Буом долази на идеју да користи чаролију конвергенције на самом језгру, како би покушале да га обнове. Захваљујући својим новим Космикс моћима, успевају да успешно обнове језгро. Винкс затим приређују забаву у част Лумена. У међувремену, међутим, Валтор се спрема да нападне Перипла, звездани брод који лети преко свемира. |                    |                               |                           |                          |
| 186 | 4                  | Поп звезде!                   | 18. април 2019.           | 10. фебруар 2021.        |
| У Алфији, Скај припрема романтични пикник под звездама за Блум. Али његово изненађење се уништава када Винкс морају да крену у нову мисију: мораће да спасу Перипла, звездани брод, од Обскурума и ждерача звезда. Како се не би излагале луменима Перипла, Твинкли долази на идеју да се Винкс представе као интергалактичке поп звезде. Винкс стижу на Перипла и започињу концерт у част лумена Перипла. Иако је њихов концерт прекинут нападом Обскурума на језгро Перипла. Винкс се трансформишу у свој Космикс облик и креће у битку против Обскурума, иако су закасниле и језгро Перипла је исушено. Винкс користе своје Космикс моћи да успешно обнове језгро. Тада, међутим, Валтор ствара црну рупу у коју намерава да усиса свемирски брод и Перипла Специјалаца. |                    |                               |                           |                          |
| 187 | 5                  | Орионова тајна                | 19. април 2019.           | 11. фебруар 2021.        |
| Свемирски брод Специјалаца (Сова) ускоро ће бити усисан у Валторову рупу. У последњој секунди, Тими успева да активира појачавање брзине брода у нужди и они успевају да побегну и изврше хитно слетање у залив бродова Перипла. Опасност још увек није готова: након што се Специјалци спусте у Перипли, сам звездани брод заробљен је у орбити црне рупе и ускоро ће бити усисан у њега. Лумени Перипла покушавају да брод брже одмакну од црне рупе, али брод нема довољно снаге за њега. Винкс затим користе своје Космикс моћи да појачају лумен и натерају Перипла да се извуче из црне рупе. Са својим појачањем, лумени успевају да створе довољно енергије за кретање на језгру и успешно натерају звездани брод да побегне из црне рупе. У међувремену, Специјалци су задужени за проналазак мистериозног крадљивца рубина који је слетео на Перипла и Ривен га проналази. Настаје хајка између њих двојице, али Орион успева да побегне, заједно са рубинским дијамантом језгра Перипла. У међувремену, Винкс се морају суочити са чудовиштем из астероида које је послао Валтор. Специјалци на крају успевају да ухвате крадљивца рубина, који се зове Орион и чини се да је звездани научник решен да по сваку цену спаси своју матичну планету Прометију. Винкс се слажу да му помогну да обнови Прометију и одлучују да путују тамо с њим. |                    |                               |                           |                          |
| 188 | 6                  | Проклетство звезде светионика | 21. април 2019.           | 12. фебруар 2021.        |
| Винкс и Твинкли прате Ориона до Иридије, звезде која осветљава Прометеју. Тамо покушавају да обнове језгро звезде, неуспешно. Откривају да је језгро планете потпуно уништено, да га чак ни са својим Космикс моћима не могу поправити. Твинкли проналази своју пријатељицу Лумилу и њих две праве малу забаву. Ориона, разочараног неуспехом Винкса да поправе језгро Иридија, контактира Валтор, који му нуди договор: ако му помогне да извади Винкс, спасиће Прометеју, Орионову матичну планету, обнављањем језгра од Иридија. Орион пристаје на договор и поставља замку на Прометији за Винкс. Затим шаље Винкс Прометеји лажно се претварајући да користи радар који је направио да би Прометеју напунио вештачком светлошћу. Винкс одлази до Прометеје, али када стигну на право место да поставе радар, замка коју им је Орион поставио је активирана и Винкс падају у њу. |                    |                               |                           |                          |
| 189 | 7                  | Заробљене на Прометеји        | 22. април 2019.           | 13. фебруар 2021.        |
| На Прометеји, Винкс упадају у замку коју су поставили Орион и Валтор. Срећом, Стела и Флора успевају да побегну из замке и трансформишу се како би на време ослободиле своје пријатеље. Винкс тада стварају ново привремено језгро светлости за Прометеју да засад спасе звезду, користећи нову чаролију: Космикс Супернова. У међувремену, на Иридији, Обскурум стиже на звезду и трансформише све лумене звезде, укључујући Лумилу, у ждераче звезда. Након што се Винкс ослободе замке, путују натраг у Иридију и стижу тачно на време да спасу Орион са мрачног портала Обскурума, али не успевајући да спасу трансформисане лумене. Орион се извињава Винксу за учињено и Винкс одлучују да му пружи нову шансу. |                    |                               |                           |                          |
| 190 | 8                  | У дубинама Андроса            | 23. април 2019.           | 14. фебруар 2021.        |
| Винкс одлазе на Андрос, Ајшину матичну планету, да учествују на фестивалу краљевства. Стари пријатељ Винкса, краљица Лежеја, такође присуствује фестивалу. У међувремену, Обскурум и ждерачи звезда нападају Горгола, Андросову подводну звезду. Винкс, уз помоћ Некса, одлучују да крену у нову подводну мисију да спасу Горол, и да би то учинили, користе своју стару моћ Сиреникс и зарањају у океан Андроса. Под водом се суочавају са Ловцем на мора, грабежљивим чудовиштем које је послао Валтор. Успевају да је поразе заробивши је у пећину без излаза. Затим стижу до пећине Горгол и откривају да ће Обскурум и ждерачи звезда у потпуности испразнити језгро. Док Винкс нападају ждерачи, Обскурум искоришћава Винкс које не обраћају пажњу на њега, и експлодира део крова пећине који почиње да се руши на Нексу, изгледа да ће се срушити на њега и убити га. |                    |                               |                           |                          |
| 191 | 9                  | Светлост Горгола              | 24. април 2019.           | 15. фебруар 2021.        |
| У дубини Андроса, Ајша мора спасити Некса, који је у великој опасности. У међувремену, друге Винкс виле покушавају да спрече Обскурум да побегне након што су ждерачи звезда потпуно испразнили језгро Андроса, али на несрећу, они су затворени у пећини језгра и нападнути су неким магичним анемонама, посебним цвећем које штите Горгола. Након што су све Винкс, осим Ајше, заспале због напада анемона, чини се да је то крај Винкса. Ајша на крају схвата како да смири анемоне—користећи певање гормених лумена. Након што се анемоне смире и Винкс се пробуде, покушавају да смисле начин да користе своје Космикс моћи под водом, јер ако их користе под водом, неће моћи да дишу. Ајша одмах долази на идеју: она ствара морфикс мехурић пун ваздуха око језгра и Винкс успевају да се трансформишу у свој Космикс облик и врате Горголову светлост. |                    |                               |                           |                          |
| 192 | 10                 | Хидра се буди                 | 25. април 2019.           | 16. фебруар 2021.        |
| Валтор одлучује да нападне звезду Хипсос која се налази у звезданом сазвежђу Хидре. Када открију да је Хипсос у опасности, Винкс су кренуле у нову мисију да спасе звезду. Када стигну на Хипсос, Валтор тада користи своје моћи да претвори сазвежђе Хидре у право хидра чудовиште. Док се Винкс суочавају са Хидром, Мјуза спашава Ривена и чини се да се њих двоје приближавају. Специјалци долазе да помогну Винксу у борби против Хидре, али изгледа да ништа не утиче на то. Ниједан напад Специјалаца нити Винкса не наносе штету чудовишту. Обскурум отвара џиновски мрачни портал кроз који ће ждерачи звезда проћи и Блум долази с идејом да зароби Хидру у мрачни портал. Винкс користе своју чаролију Космикс Супернова да гурну Хидру у портал и успешно је поразе. Чудовиште се затим трансформише у своје првобитно сазвежђе звезда, и Хипсос је спашен. Винкс се враћају у Алфију и одржавају концерт, али током концерта Ривен покушава да импресионира Мјузу чинећи да један пројектор близу сцене прикаже Мјузу на небу изнад сцене у другачијим позама. Мјузи се не свиђа оно што је Ривен урадио и одмах напушта сцену. |                    |                               |                           |                          |
| 193 | 11                 | Благо Сидерије                | 26. април 2019.           | 17. фебруар 2021.        |
| Валтор и Обскурум намеравају да нападну нову звезду, Сидерију, и да би то учинили, одлучили су да прилагоде другачију стратегију: обману. Обскурум одлази у Сидерију, и док сви лумени звезде спавају, бацио је чаролију на њих. Затим шаље ждераче звезда да исуше језгро звезде. У међувремену, у Алфији, Твинкли обавештава Винкс да је Сидерија нападнута. Када Винкс прискоче у помоћ Сидерији, откривају да су лумени који насељавају звезду уверени да су виле дошле да украду благо њихове звезде и Винкс су принуђене да им побегну и сакрију се. Након уласка у подземље, Винкс су заробљене од лумена и спремају се да их нападну. У последњој секунди Кико и Нат им долазе у помоћ. Нат почиње да прави смешне ствари због којих се лумени Сидерије смеју и због тога им одвлачи пажњу, па Винкс беже а да они то не примете. Винкс тада откривају да у подземљу Сидерије постоји планина светлосних кристала. Користе своје Космикс моћи за осветљење кристала и светлошћу кристала обнавља се Сидерија. Блум има идеју да донесе фрагмент кристала на Орион, како би могао да изгради нова језгра за угашене звезде. |                    |                               |                           |                          |
| 194 | 12                 | Прослава изненађења на Земљи  | 28. април 2019.           | 18. фебруар 2021.        |
| Блум одлази на Земљу како би приредила забаву изненађења за Ванесу, рођендан њене мајке. Валтор тада одлучује да нападне Сунце, како би уништио Земљу и повредио Блумину породицу и пријатеље. Док Винкс одлазе на Сунце да зауставе напад, Валтор шаље два великана тамних звезда кроз море у Гарденију, како би био сигуран да ће његова мисија успети. Блум тада позива Специјалце за помоћ и они не стижу ни у једном тренутку. Иако се чини да су њихови напади на звездане џинове бескорисни и настављају марширати на Гарденију, сада са новим покорницима, звезданим гојлима. У међувремену, Лумени Сунца се боре против ждерача звезда који нападају Сунце, али онда се трансформишу у три звездине шампионе, што мало отежава битку лумена. Када се чини да ће лумени Сунца ускоро победити у битци, звездине шампиони се комбинују у нову форму: звезданог трола, много већу и много јачу верзију ждерача, која једним ударцем поражава Сунчеве лумене. Винкс затим стижу на Сунце и почињу да се боре са чудовиштем, али суочавају се са тешким временом када чудовиште поједе цело језгро Сунца, због чега потамни. Валтор тада долази на место догађаја и отима Блум у другу димензију. Тамо показује Блум ситуације на Гарденији и на Сунцу, и даје јој тежак избор: да му да Космикс моћи и зауставиће своје помоћнике, или му неће дати моћи и пустити да њени пријатељи и породица нестану заувек. |                    |                               |                           |                          |
| 195 | 13                 | Валторова сенка               | 29. април 2019.           | 19. фебруар 2021.        |
| Док Винкс покушавају да зауставе напад на Сунце од стране звезданог трола, Специјалци морају да изађу на крај са два великана тамних звезда који ће ускоро напасти Гарденију. У међувремену, Обскурум одлази у Луменију да затражи свој престо и заробљава Дорану у чаробном кавезу. Валтор покушава да преузме Блумину моћ Космикса претећи да ће уништити њен свет, породицу и пријатеље, па Блум одлучује да му преда своје Космикс моћи. Валтор покушава да апсорбује моћи, али га снага одбацује и шаље у димензију лимба. Твинкли стиже на Гарденију са својим минималним вештачким језгром које је направио Орион и Скај га користи да разнесе једног од звезданих дивова на комаде, мада је још увек остао још један звездани гигант, и нема других мини језгара. На Сунцу се Винкс боре и побеђују звезданог трола, који у ваздух ослобађа енергетске блиставе језгра Сунца. Винкс хватају искрице и држе их у положају док се Блум не врати са својим Космикс моћима и помогне им да је задрже на одстојању. Када се Винкс спремају да одустану, долази Орион и даје им још једно мини језгро, у које убацују варнице, стварајући ново језгро за Сунце. У међувремену, чини се да ће преостали звездани гигант ускоро стићи до обале, али га је тада уништила и светлост Сунца, коју су Винкс сада обновиле. Сунце и Гарденија су сада на сигурном. Винкс приређују концерт на плажи да прослави своју победу. Иако се чини да је све готово, Валтор је негде у другој димензији жив. Бесан је што је поново изгубио од Винкса и затим схвата да му је потребна снага звезде жеља. Будући да му се због својих мрачних моћи не може приближити, одлучује да ослободи једине који могу да му донесу звезду, његове старе пријатеље, из њихове просторно-временске димензије: Трикс. |                    |                               |                           |                          |
| 196 | 14                 | Звезда падалица               | 29. јул 2019.             | 20. фебруар 2021.        |
| Након последње битке, Винкс се опуштају и уживају у лекцији са професором Паладиумом у симулатору Алфије. У међувремену, Валтор обавештава Трикс да их је повезао са собом како не би могле побећи и затим шаље Трикс да ухватие звезду падалицу, мада оне не успевају када се звезда распрши на комаде по галаксији како би спречила Трикс да је заробе и донесу је Валтору. Један од комада, кутија у облику звезде, лети до Луменије, слетећи у Доранину престоницу заједно са Твинклијем. Дорана и Арган затим шаљу Твинкли да позове Винкс. Када стигну у Луменију, Дорана и Арган обавештавају Винкс шта се догодило са звездом падалицом, и траже од њих да крену у нову мисију да је спасу, сакупљајући све њене делове, назване примарне звезде, и стављају их у торбицу за звезде (кутија у облику звезде). Винкс се слажу са мисијом и одлучују да прво пронађе компас звезде падалица, такође примарну звезду. Да би га пронашле, треба да уђу у први примарни мини свет. Да би то постигле, трансформишу се у врло стару трансформацију: Енчантикс. Улазе у главни свет Пинбала и проналазе компас. Али кад ће је сакупити, изненадни ветар се промеће и зачује се смех. Винкс одмах препознају глас смеха и окрећу се само да пронађу своје старе непријатељце: Трикс. |                    |                               |                           |                          |
| 197 | 15                 | Потрага за главним звездама   | 30. јул 2019.             | 21. фебруар 2021.        |
| Винкс, користећи своје нове и веће Енчантикс моћи, боре се против Трикс унутар Пинбал прајм мини света, у потрази за освајањем компаса звезде падалице. Сваки пут кад неко погоди компас, он побегне и одскочи у свету у облику флипера. После дугог и смешног сусрета Винкс са Триксом, Винкс добијају задатак и хватају компас звезде падалице. Врате се краљици Дорани, која ставља компас у звездасти кофер, који га активира. Потрага за главним звездама је сада званично започела. |                    |                               |                           |                          |
| 198 | 16                 | Фестивал Спаркса              | 31. јул 2019.             | 22. фебруар 2021.        |
| Фарагонда и Грифин најављују почетак Фестивала варница у Алфији. Док припремају нови концерт за фестивал, случај звезда упозорава Винкс да је главна звезда у близини. Силазе у бунар Алфија, где проналазе звездан екран—портал за Главни мини свет, где пролазе кроз неколико нивоа потраге за првом главном звездом и Трикс их прати и тамо. На крају Винкс успевају да ухвате прву главну звезди, и враћају се у Алфију да одрже концерт, док се Трикс враћају Валтору, који је љут на њих. |                    |                               |                           |                          |
| 199 | 17                 | Хаљина достојна краљице       | 1. август 2019.           | 23. фебруар 2021.        |
| Винкс одлазе у Соларију, Стелину матичну планету, да пронађе другу главну звезду. Након трага из случаја звезда, верују да да би га пронашли морају да направе хаљину прикладну за краљицу. Кад на крају уђу у димензију друге главне звезде, изненаде их Трикс. Након што Сторми и Стела уђу у потрагу за храброшћу коју држи друга главна звезда, они се боре у властитој ситуацији, када треба да савладају страх и заузму се за оно што је исправно. По завршетку потраге за храброшћу, чини се да је Сторми победница у потрази и одводи главну звезду леђима Валтору, који је изненађујуће срећан. Стела схвата да је значење трага из звезданог случаја било то што она треба да има храброст краљице и не само хаљину која јој одговара. Иако је развесељавају Винкс и њени родитељи. |                    |                               |                           |                          |
| 200 | 18                 | Долина летећих једнорога      | 2. август 2019.           | 24. фебруар 2021.        |
| Док је Блум забринута за безбедност Скаја, пошто се већ неко време није чула са њим, звездана трка обавештава Винкс да је трећа главна звезда изван облака Монокроса, дома крилатих једнорога. Главна звезда је заштићена баријером коју само једнорози могу да пређу, али су врло опрезне животиње; међутим, виле успевају да стекну њихово поверење и буду праћене у лету. У међувремену, Џаспер и Скај су такође на Монокеросу у потрази за изгубљеним медаљоном: током мисије Скај схвата да је Диајспро све измислила, али одједном их нападне црни једнорог. |                    |                               |                           |                          |
| 201 | 19                 | Кула изнад облака             | 3. август 2019.           | 25. фебруар 2021.        |
| Док пролазе поред облака Монокероса, Винкс чују како неко виче у помоћ и проналази Диајспр и Скај се недалеко бори са црним једнорогом. Флора схвата да животиња није зла и виле успевају да је смире захваљујући дугином шоуу осталих једнорога. Монокерос Лумени објашњавају Винксу да животиња више не верује никоме након што му је последња особа којој је указао поверење сломила рог. Изненађујуће, црни једнорог одлучује да се веже за Џаспера, који користи његову помоћ да напусти звезду, док се Блум и Скај свађају јер јој Специјалац није рекао да буде у мисији са Џаспером. Захваљујући једнорозима, Винкс и Скај стижу до куле изван облака у којој се налази трећа примарна звезда, али Трикс их нападају. Овде се Блум налази да мора да бира између узимања звезде пре Ајси или спашавања Скаја из леденог затвора, али он одлучује да му верује и пусти га самог: виле се тада докопају примарне звезде и Блум и Скај враћају поверење у једно друго. |                    |                               |                           |                          |
| 202 | 20                 | Зелено срце Линфеје           | 11. септембар 2019.       | 26. фебруар 2021.        |
| Винкс стижу до Линфеје и улазе у Велику шуму како би узеле четврту главну звезду, али, достигавши зелено срце, Трикс их нападају. Чак је и Мјеле отишла у шуму, упркос томе што је Флора то забранила јер је било опасно, да помогне вилама: Дарси то искоришћава и, након што чини да се Мјеле уроти чаролијом, поприма њен изглед, гурајући Флору да јој помогне и тако узимајући јој главну звезду без ометања. |                    |                               |                           |                          |
| 203 | 21                 | Такмичење у плесу на Мелодији | 12. септембар 2019.       | 27. фебруар 2021.        |
| Случај звезда води Винкс до Мелодија, Мјузине планете, где откривају да је пета главна звезда уграђена у круну намењену победнику плесног такмичења које сваке године организује принцеза Галатеа. Винкс и Трикс, са изузетком Мјузе и Дарси, тако се такмиче на стази у појединачним изазовима како би ухватили круну. У међувремену, Мјута посећује њеног оца и прима неочекивану посету од Ривена, која је међутим под чаролијом коју је бацила Дарси. |                    |                               |                           |                          |
| 204 | 22                 | Тајна хармоније               | 13. септембар 2019.       | 28. фебруар 2021.        |
| Дарси покушава да науди Мјузи гурајући хипнотизованог Ривена да је нападне, али Специјалац успева да се побуни од вештичине чаролије илузија показујући девојци колико су снажна осећања према њој. У међувремену, остале Винкс су ангажоване против Трикса у плесном такмичењу, али на крају је Сторми та која осваја круну; међутим, главна звезда нестаје из његових руку и појављује се код Мјузе и Ривена, јер је услов за освајање звезде био проналазак хармоније. Трикс покушавају да преузму звезду нападајући Мјузу и Ривена, али друге Винкс стижу да их заштите и, на крају дана, виле и Ривен организују мали концерт. |                    |                               |                           |                          |
| 205 | 23                 | Између земље и мора           | 14. септембар 2019.       | 1. март 2021.            |
| У Алфеи Техна и Ајша морају да положе испит који им је доделио професор Паладиум у року, али се две не слажу око тога како да поступе и на крају не успеју. На крају лекције, док се двоје свађају, код шест вила појављује се звездасти случај, водећи их до Коралије, где се налази шеста примарна звезда. Будући да Акша мисли да је у мору, а Техна у ушћу вулкана, две виле имају још један пљусак и тако девојке одлучују да се одвоје: док Ајша, Мјуза и Флора крећу према мору, Техна, Стела и Блум одлазе до вулкана, где наилазе на велике големе лаве који штите језгро. У међувремену, Валтор одлучује да лично узме звезду и дестабилизује језгро Коралије, прегревајући га и активирајући вулкан који почиње да еруптира. Техна стиже до преостале три Винкс да затражи помоћ и заједно са Ајшом открива да је примарна звезда у љусци, али, док су је спремили, Валтор је присваја искоришћавајући жељу вила да спасу Коралију од експлозије вулкана. Винкс му тада остављају примарну звезду и раздвајају се: док Ајша и Флора спашавају лумене, Техна и Мјуза стижу до Блзм и Стеле и, с Космикс моћима, хладе језгро заустављањем ерупције. Упркос неуспеху мисије, Ајша и Техна склапају мир схватајући да су обе биле превише тврдоглаве. |                    |                               |                           |                          |
| 206 | 24                 | Ледени Дајамонд               | 15. септембар 2019.       | 2. март 2021.            |
| Случај звезда доводи Винкс у Дајамонд, залеђени и пусти свет у којем је скривена седма и последња главна звезда. Његово освајање је фундаментално, јер ће они који на крају имају више примарних звезда у свом поседу аутоматски добити звезде противничке групе. Триак такође стижу на Дајамонд, иако је Ајси у почетку оклевала и наишла је на белу лисицу; Винкс такође налећу на њу током њиховог истраживања и Скај, одлазећи с њима да буде у близини Блум, покупи је. Угледавши га, Ајси га напада, због чега је завршио у залеђеном језеру. Винкс се трансформишу у Сиреникс виле да би га спасиле. |                    |                               |                           |                          |
| 207 | 25                 | Бела лисица                   | 16. септембар 2019.       | 3. март 2021.            |
| Док Винкс спашавају Скаја из залеђеног језера, Ајси упознаје белу лисицу: испоставило се да је Дајамонд планета вештице и да је лисица заправо њена млађа сестра Сафир, коју је шаманска вештица трансформисала у животињу годинама пре него што је стигла на Дајамонд и све замрзнула. Од тада се Ајси заветовала да ће постати вештица јача од ње и да ће прекинути чини. Бела лисица прати Трикс у подземљу Дајамонда уз главну звезду, која међутим завршава у тунелу, у којем се Сафир клизи да би га преузела. У покушају да магијом увећа отвор, Сторми изазива колапс свода, присиљавајући вештице да побегну и напусте примарну звезду; потоња, међутим, увидевши да је Ајси спасила Сафир уместо да је препусти опасности, предаје се вештици. Ајси користи моћ звезде да ослободи себе и друге Трикс од Валторовог трага, али звезда није довољно моћна да врати Сафир у тело човека, ако не и на неколико тренутака. Враћајући се у Алфију, Винкс, и даље имају све своје звезде, упркос томе што имају три од седам, долазе до закључка да је последња главна звезда ексклузивно власништво Ајси, и стога су и даље повезани са Валтором. |                    |                               |                           |                          |
| 208 | 26                 | Записано у звездама           | 17. септембар 2019.       | 4. март 2021.            |
| Винкс стижу до Валторове палате како би покушале победити и узети друге главне звезде. Група напада дворац привлачећи Трикс споља и док се Блум, Мјуза и Техна суочавају са њима, Стела, Ајша и Флора попримају изглед три вештице како би покушале да ухвате звезде; међутим, док покушавају да преваре Валтора, праве Трикс се враћају, приморавајући Винкс да се боре против чаробњака, који се претворио у гигантско демонско чудовиште. Након што је од Блум чуо да Валтор намерава да уништи Магичну димензију, Ајси не зна коме би дала главну звезду у свом поседу, али на крају је доставља Винксу како би једног дана могла да спаси Дајамонд и њену сестра. Будући да Винкс сада имају четири од седам звезда, звезде које је затворио Валтор ослобађају се и конвергирају у звездасти случај, ослобађајући звезду падалицу. Да би окупила главне звезде, звезда падалица жели вилама да жељу: након што пажљиво размисли о томе, Блум тражи да заштити магични универзум, штитећи његову хармонију заувек. Једном када изразе жељу, Винкс добију набој енергије и успевају да победе Валтора, док Трикс одлазе. По повратку у Алфију, девојке организују концерт и из захвалности се на небу појављује ново сазвежђе: сазвежђе Винкс. |                    |                               |                           |                          |

## Рестарт серија
Године 2022, Игинио Страфи је објавио да „поново покреће производњу CG Винк анимиране серије. Да, поновно покретање“.

## Филмови

### Тајна изгубљеног краљевства(2007)
Винкс CGI филм је најављен 8. октобра 2006. преко веб-сајта студија Rainbow. Филм Тајна изгубљеног краљевства је објављен 30. новембра 2007. у Италији. Његова телевизијска премијера била је 11. марта 2012. на каналу  у Сједињеним Државама. Радња се одвија након догађаја из прве три сезоне.
| Наслов                                    | Редитељ       | Писац                      | Датум објављивања (Италија) |
| ----------------------------------------- | ------------- | -------------------------- | --------------------------- |
| Магија Винкс: Тајна изгубљеног краљевства | Иђинио Страфи | Иђинио Страфи и Шон Молино | 30. новембар 2007.          |

### Чаробна авантура(2010)
Током 2007, почела је продукција наставка филма Тајна изгубљеног краљевства, пре него што је написана четврта сезона. Објављен је 29. октобра 2010. у Италији. Његова телевизијска премијера је била 20. маја 2013. на каналу  у Сједињеним Државама.
| Наслов                     | Редитељ       | Писац                      | Датум објављивања (Италија) |
| -------------------------- | ------------- | -------------------------- | --------------------------- |
| Винкс 3Д: Чаробна авантура | Иђинио Страфи | Иђинио Страфи и Шон Молино | 29. октобар 2010.           |

### Мистерија бездани(2014)
Касне 2010, најављено је да ће предузеће  (власник канала Nickelodeon и евентуални сувласник студија Rainbow) обезбедити неопходне ресурсе за продукцију новог филма Винкс. Филм прати догађаје из пете сезоне и објављен је 4. септембра 2014. у Италији. Његова телевизијска премијера била је 8. августа 2015. на каналу Nickelodeon Немачка.
| Наслов                   | Редитељ       | Писац                       | Датум објављивања (Италија) |
| ------------------------ | ------------- | --------------------------- | --------------------------- |
| Винкс: Мистерија бездани | Иђинио Страфи | Иђинио Страфи и Ђовани Маси | 4. септембар 2014.          |